# Ford Mustang (sixième génération)
Cet article concerne la sixième génération de l'automobile Ford Mustang. Pour des informations générales sur la Mustang, consultez Ford Mustang.
Pour les articles homonymes, voir Ford Mustang (homonymie).

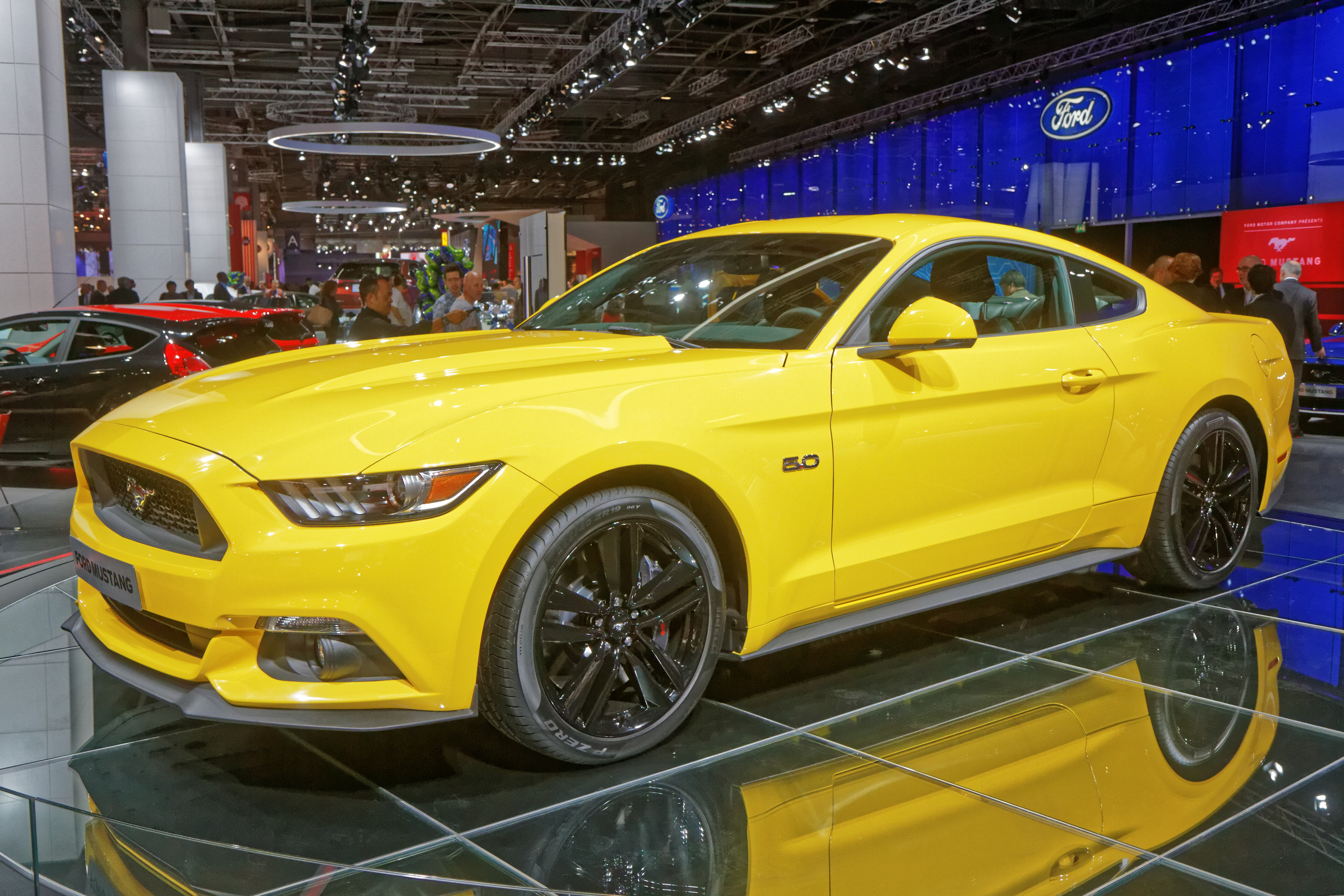
Ford Mustang GT Fastback au Mondial de l'Automobile 2014.

La Ford Mustang de sixième génération (S550) est l'itération 2014 - 2022 de la Ford Mustang pony car fabriquée par le constructeur automobile américain Ford. Contrairement aux modèles de Mustang précédents, la Mustang de sixième génération comprend une suspension arrière entièrement indépendante sur tous les modèles, ainsi qu'un moteur quatre cylindres turbocompressé et à injection directe EcoBoost de 2,3 L en option. La nouvelle Mustang a été présentée comme véhicule de l'année modèle 2015, marquant le cinquantième anniversaire de la Ford Mustang, qui a été révélée le 17 avril 1964 comme véhicule de l'année modèle 1965.
La sixième génération est également la première Ford Mustang à être commercialisée et vendue dans le monde entier, et pour la première fois des Mustang à conduite à droite d'usine ont été produites en plus des modèles à conduite à gauche. Cela fait partie du plan d'entreprise "One Ford", qui s'applique également aux Ford Fiesta, Ford Focus, Ford Fusion/Ford Mondeo, Ford Escape/Ford Kuga, Ford Edge, Ford Transit Connect et Ford Transit, ainsi qu'à d'autres modèles.
De 2015 à 2021, la Mustang est la sportive la plus vendue dans le monde, d'après une analyse de Ford. Près des trois quarts des ventes de cette sixième génération de Mustang se font sur le marché américain, d'après les données de 2021.
Début 2017, la sixième génération de Mustang est légèrement restylée.

## Contexte
La sixième génération de la Ford Mustang a fait ses débuts le 5 décembre 2013 avec des événements médiatiques le même jour à Dearborn au Michigan, Los Angeles en Californie, New York dans l'État de New York, Barcelone en Espagne, Shangaï en Chine et Sydney en Australie. La Mustang de 2015 marque le 50e anniversaire de production continue de Mustang, qui a commencé en mars 1964 avant les débuts de la Mustang originale à l'Exposition universelle de New York 1964, le 17 avril 1964 à Flushing, Queens.
Le développement de la Mustang de 2015, nom de code «S550», a commencé en 2009 sous la direction de l'ingénieur en chef, Dave Pericak, et (à partir de fin 2009) du directeur de la conception extérieure, Joel Piaskowski, peu de temps après la mise en vente de la Mustang mise à jour de l'année-modèle 2010. En décembre 2010, une proposition de thème de conception extérieur de Kemal Curic, des studios de design de Ford à Cologne, en Allemagne, a été sélectionnée par la direction du design. Curic (également responsable de la Focus de 2011 (2012 aux États-Unis) et de la Mondeo/Fusion de 2014) a déménagé dans les studios de design de Ford à Dearborn en janvier 2011. Au cours de la phase de développement intermédiaire, la proposition de conception extérieure originale de Curic a finalement été rejetée par les dirigeants de Ford, ce qui a entraîné des changements de conception rapides. En septembre 2012, après avoir examiné 3 propositions de thèmes extérieurs différents (A, B et C) dans des cliniques de design, le design extérieur final (thème A) a été approuvé par la direction de Ford, le gel du design final intervenant en décembre 2012, 20 mois avant la production initialement prévue pour août 2014. Le programme de conception intérieur a débuté au printemps 2010, sous la direction de Doyle Letson. Fin 2011, une proposition d'intérieure finale a été établi et était une combinaison des thèmes A et B. En juin 2012, la conception intérieure définitive a été gelée.
La décision d'utiliser une suspension arrière indépendante pour cette génération (qui était de série sur la Cobra SVT de 99-04) a été prise très tôt (l'intention initiale était d'ajouter une suspension arrière indépendante à la plate-forme S197 existante qui, ironiquement, avait été testé avec une suspension arrière indépendante lors de son développement), et son inclusion a entraîné plusieurs modifications de plateforme, notamment la refonte de la suspension avant (la nouvelle plate-forme comprend une suspension avant à jambe de force MacPherson à double pivot, similaire à un design utilisé sur de nombreuses BMW); le résultat final, selon l'ingénieur en chef Dave Pericak, était une toute nouvelle plate-forme qui avait très peu de choses en commun avec sa prédécesseur, d'un point de vue structurel, autre que l'empattement, qui a été reporté. Les premières mules d'essai avec des carrosseries de l'année modèle 2010 ont été repérées plus tôt en juin 2012, et les premiers prototypes de S550 ont été construits cinq mois plus tard (gel de la conception extérieure) en mai 2013,,,,.

## Moteurs
Au lancement, trois moteurs étaient disponibles: un V6 « Cyclone » en aluminium de 3,7 L de série et en option un quatre cylindres en ligne turbocompressé et à injection directe EcoBoost de 2,3 L ou un V8 « Coyote » de 5,0 L.
Le moteur EcoBoost de 2,3 L est nouveau pour la Mustang, ayant fait ses débuts dans le crossover Lincoln MKC de 2015. Ce quatre cylindres comprend des améliorations par rapport aux versions antérieures. Le moteur EcoBoost de 2,3 L marque également le retour d'un moteur 4 cylindres dans la Mustang, qui était standard dans les voitures produites de 1974 à 1993, ainsi que dans les modèles "SVO" turbocompressés de 1984 à 1986,.
Le V6 Cyclone a été abandonné après l'année modèle 2017, ne laissant que le quatre cylindres en ligne de 2,3 L comme moteur de base, similaire aux modèles de 1987-1993.
En 2018, le moteur V8 Coyote de 5,0 L a été mis à jour (mises à jour en 2018 (3e génération)) avec des coureurs d'admission révisés, vannes plus grandes et double injection, qui utilise à la fois l'injection directe et l'injection par port, lui permettant fonctionner avec de l'essence à indice d'octane 87 (AKI) avec un taux de compression élevé de 12:1. Les cylindres sont maintenant doublés d'un revêtement plus fin obtenu par un revêtement au plasma, au lieu des manchons de cylindre traditionnels plus épais et plus lourds, ce qui entraîne une légère augmentation de la cylindrée, passant de 4 951 cm3 à 5 038 cm3.
La version Shelby GT350 utilise une version modifiée du moteur Coyote, nom de code Voodoo, qui présente une cylindrée de 5,2 litres avec vilebrequin plat au lieu d'un vilebrequin transversal traditionnel, avec une induction atmosphérique.
La version Shelby GT500 à une autre variante du Coyote, nommée Predator, cette fois en conservant le vilebrequin transversal et en ajoutant un compresseur. Les deux versions (GT350 et GT500) sont les deux moteurs les plus puissants de cette itération et les seuls à intégrer des pistons en aluminium forgé.
À partir de 2020, les modèles aux spécifications d'exportation sont disponibles dans les finitions EcoBoost, GT et Bullitt, dans des réglages de moteur légèrement différents. Selon les déclarations de Ford Royaume-Uni, la consommation de carburant combinée de la Fastback (avec transmission manuelle), selon la norme d'émissions Euro 6 (WLTP), est de 31,7 miles par gallon impériaux (26,4 miles par gallons US; 8,9 litres aux 100 km) pour l'EcoBoost et de 23,9 miles par gallon impériaux (19,9 miles par gallons US; 11,8 litres aux 100 km) pour les GT et Bullitt.
| Modèle                  | Année     | Moteur en cm3                          | Puissance                      | Couple                 | Ratio de compression |
| ----------------------- | --------- | -------------------------------------- | ------------------------------ | ---------------------- | -------------------- |
| Mustang V6              | 2015–2017 | V6 de 3 720 cm3                        | 304 ch (224 kW) à 6 500 tr/min | 379 N m à 4 000 tr/min | 10.5:1               |
| Mustang EcoBoost        | 2015–2017 | Quatre cylindres en ligne de 2 253 cm3 | 314 ch (231 kW) à 5 500 tr/min | 434 N m à 3 000 tr/min | 9.5:1                |
| Mustang EcoBoost        | 2018–     | Quatre cylindres en ligne de 2 253 cm3 | 314 ch (231 kW) à 5 500 tr/min | 475 N m à 3 000 tr/min | 9.5:1                |
| Mustang EcoBoost Export | 2015–2017 | Quatre cylindres en ligne de 2 253 cm3 | 317 ch (233 kW) à 5 700 tr/min | 432 N m à 3 000 tr/min | 9.5:1                |
| Mustang EcoBoost Export | 2018–     | Quatre cylindres en ligne de 2 253 cm3 | 290 ch (213 kW) à 5 600 tr/min | 450 N m à 3 000 tr/min | 9.5:1                |
| Mustang GT              | 2015–2017 | V8 de 4 951 cm3                        | 441 ch (324 kW) à 6 500 tr/min | 542 N m à 4 250 tr/min | 11:1                 |
| Mustang GT              | 2018–     | V8 de 5 038 cm3                        | 466 ch (343 kW) à 7 500 tr/min | 569 N m à 4 600 tr/min | 12:1                 |
| Mustang GT Export       | 2015–2017 | V8 de 4 951 cm3                        | 421 ch (310 kW) à 6 500 tr/min | 530 N m à 4 250 tr/min | 11:1                 |
| Mustang GT Export       | 2018–     | V8 de 5 038 cm3                        | 450 ch (331 kW) à 7 000 tr/min | 533 N m à 4 600 tr/min | 12:1                 |
| Mustang Bullitt         | 2019–     | V8 de 5 038 cm3                        | 487 ch (358 kW) à 7 000 tr/min | 569 N m à 4 600 tr/min | 12:1                 |
| Mustang Bullitt Export, | 2019–     | V8 de 5 038 cm3                        | 460 ch (338 kW) à 7 250 tr/min | 529 N m à 4 600 tr/min | 12:1                 |
| Shelby GT350            | 2015–     | V8 de 5 163 cm3                        | 533 ch (392 kW) à 7 500 tr/min | 582 N m à 4 750 tr/min | 12:1                 |
| Shelby GT500            | 2020–     | V8 de 5 163 cm3                        | 771 ch (567 kW) à 7 300 tr/min | 847 N m à 5 000 tr/min | 9.5:1                |

1. ↑  Les moteurs GT350 et GT500 sont les seuls avec des pistons forgé[11].

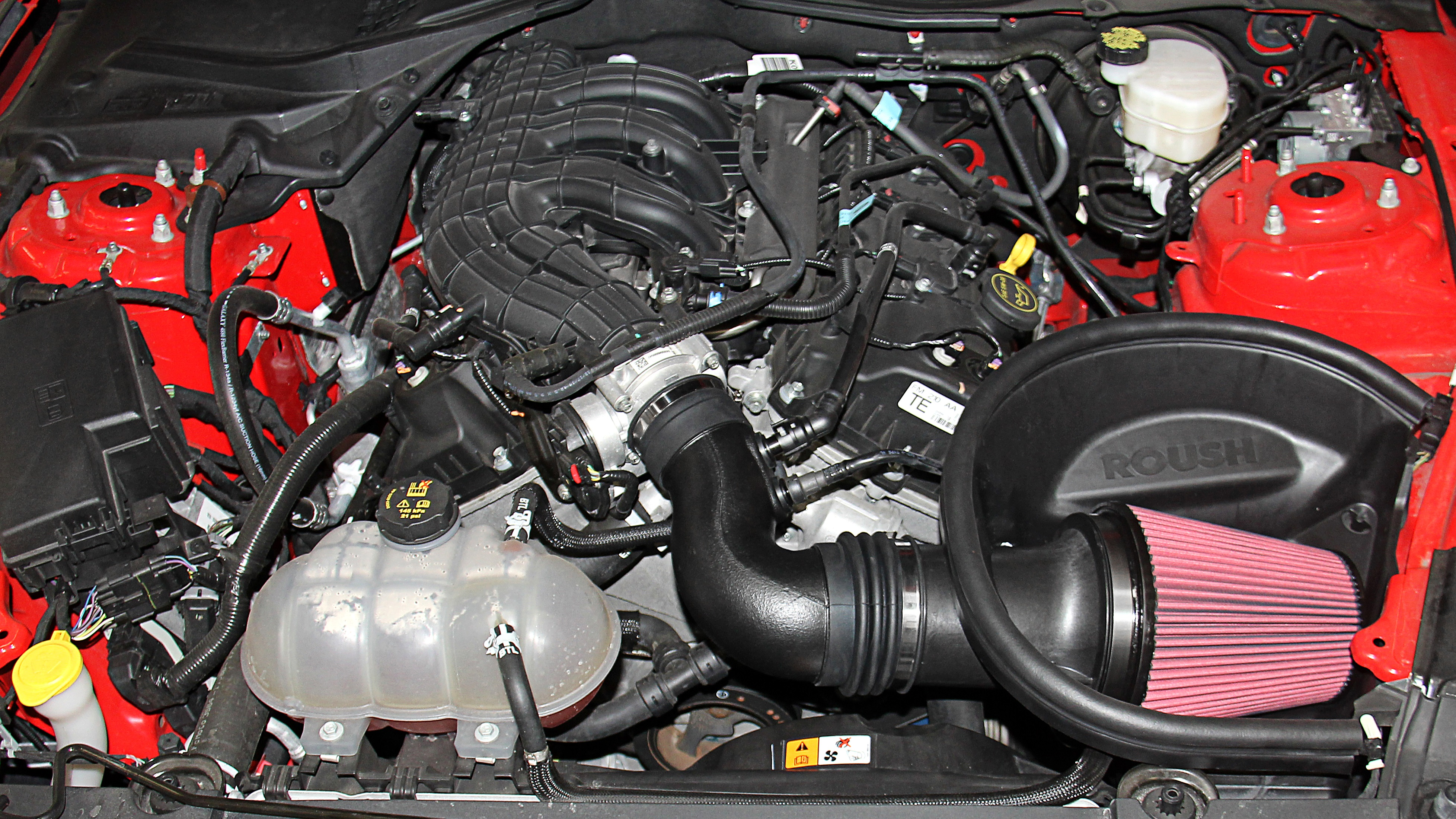
V6 3,7 L de la Mustang avec une prise d'air froid Roush Performance
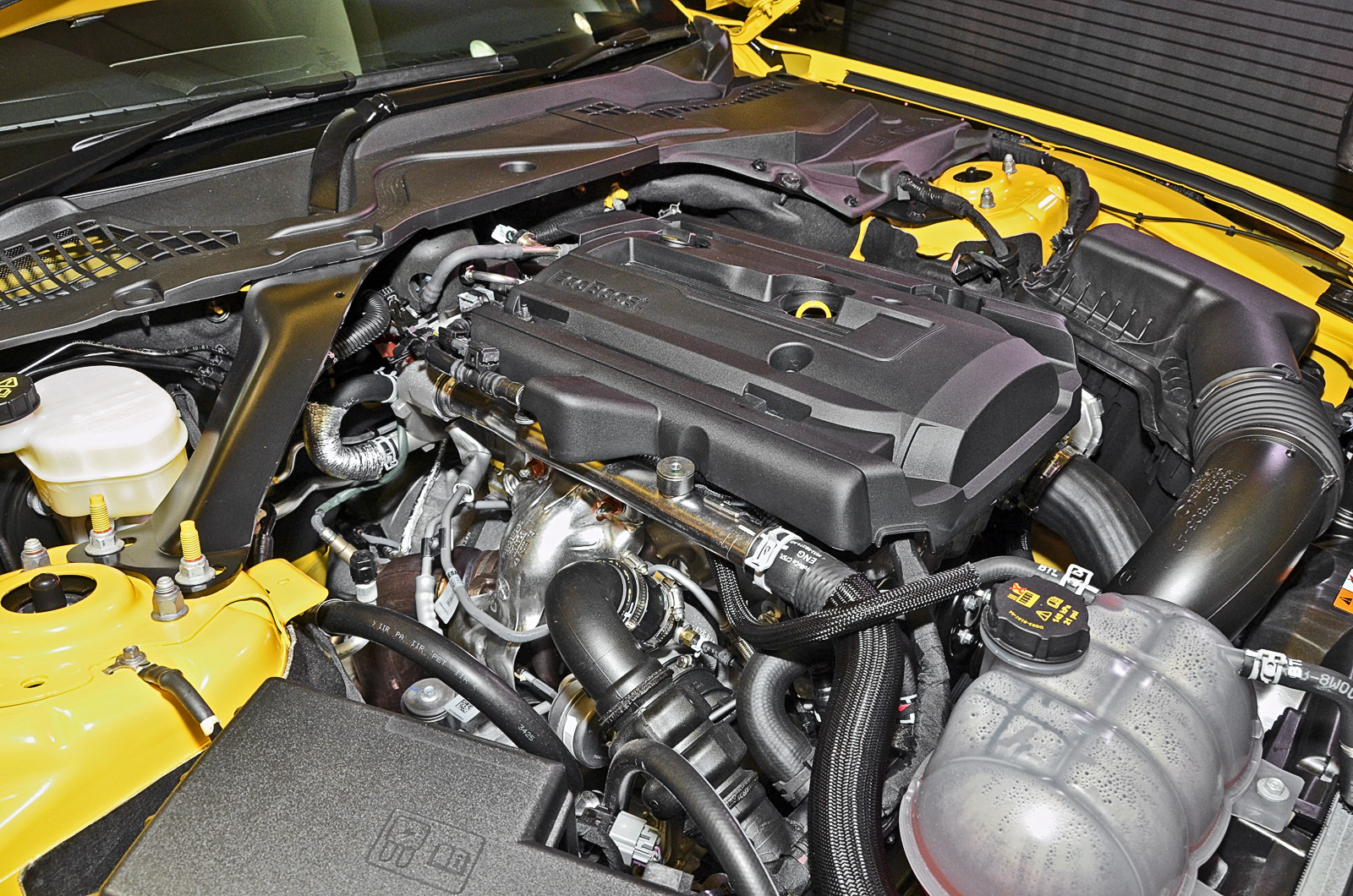
Quatre cylindres en ligne EcoBoost 2,3 L de la Mustang
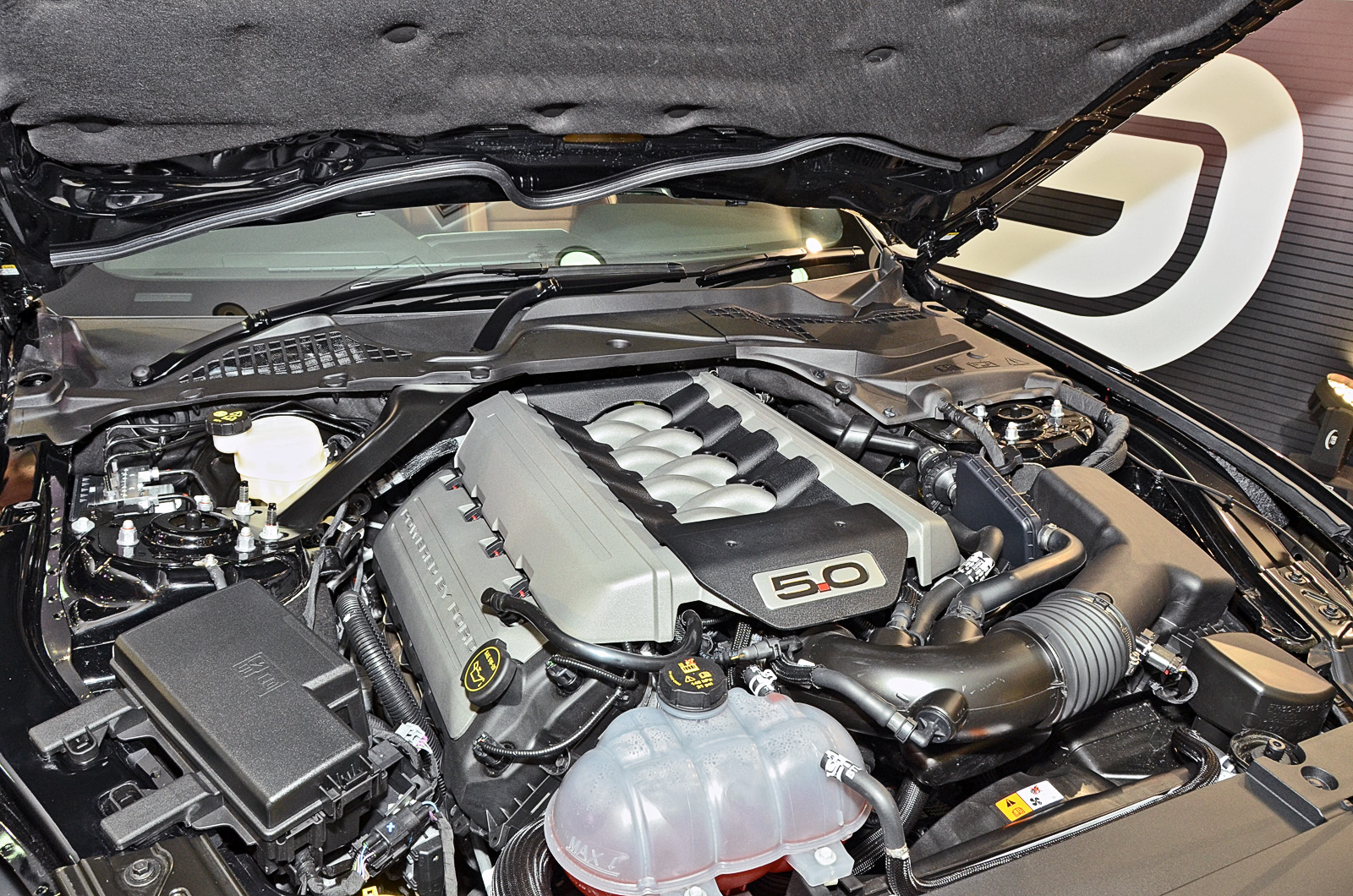
V8 Coyote (deuxième génération) 5,0 L de la Mustang
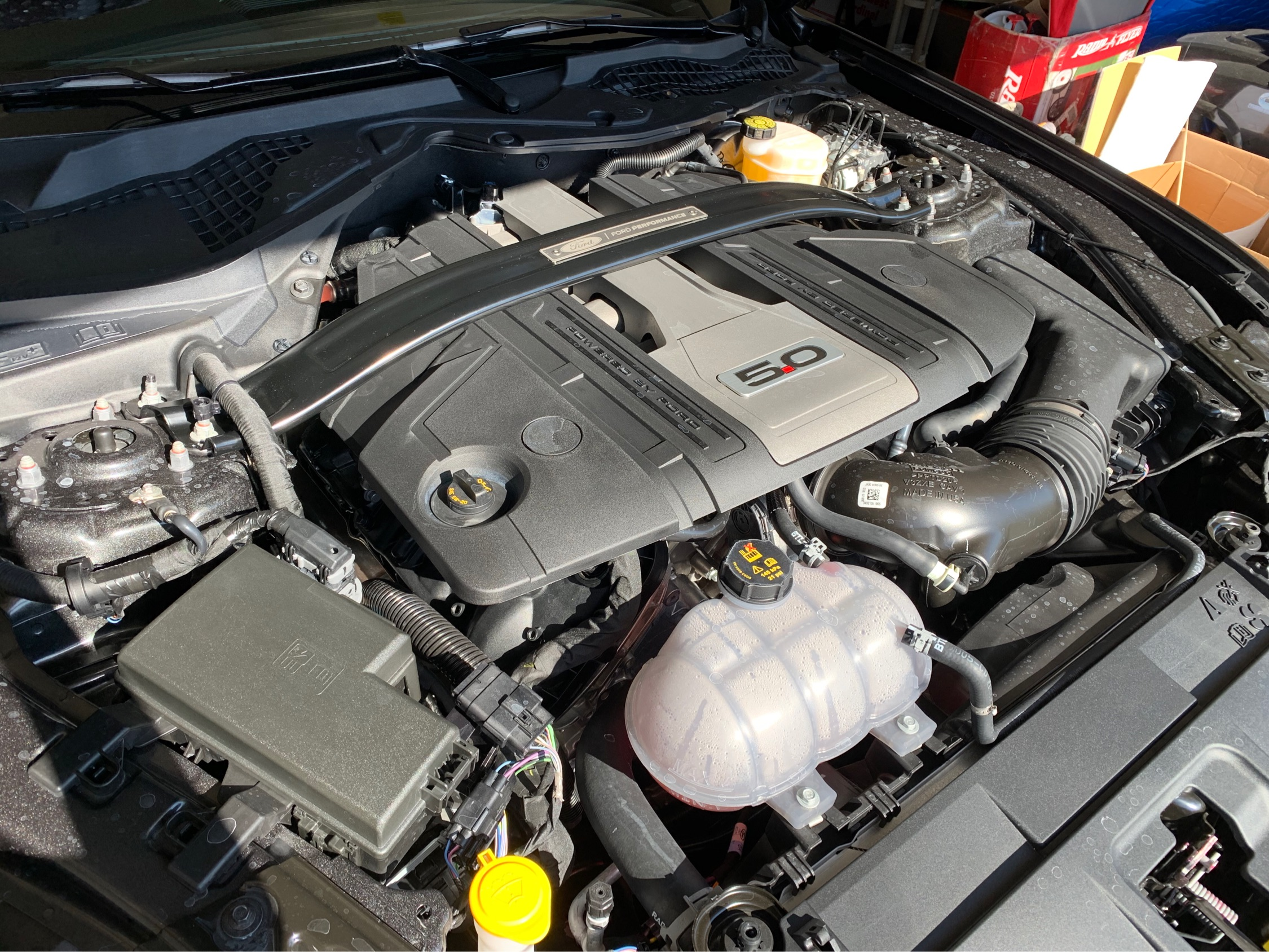
V8 Coyote (troisième génération) 5,0 L de la Mustang

## Transmission
| Rapports d'engrenage | V6 de 3,7 litres             | EcoBoost de 2,3 litres                | V8 de 5,0 litres                                                   |
| -------------------- | ---------------------------- | ------------------------------------- | ------------------------------------------------------------------ |
| Première             | 4,236                        | 4,236                                 | 3,657                                                              |
| Seconde              | 2,538                        | 2,538                                 | 2,430                                                              |
| Troisième            | 1,665                        | 1,665                                 | 1,686                                                              |
| Quatrième            | 1,238                        | 1,238                                 | 1,315                                                              |
| Cinquième            | 1,00                         | 1,00                                  | 1,00                                                               |
| Sixième              | 0,704                        | 0,704                                 | 0,651                                                              |
| Transmission finale  | 3,15:1, 3,55:1 (optionnelle) | 3,31:1, 3,55:1 (finition Performance) | 3,31:1, 3,55:1 (optionnelle), 3,73:1 Torsen (finition Performance) |

| Rapports d'engrenage | V6 de 3,7 litres             | EcoBoost de 2,3 litres                                      | V8 de 5,0 litres             |
| -------------------- | ---------------------------- | ----------------------------------------------------------- | ---------------------------- |
| Première             | 4,17                         | 4,17                                                        | 4,17                         |
| Seconde              | 2,34                         | 2,34                                                        | 2,34                         |
| Troisième            | 1,52                         | 1,52                                                        | 1,52                         |
| Quatrième            | 1,14                         | 1,14                                                        | 1,14                         |
| Cinquième            | 0,87                         | 0,87                                                        | 0,87                         |
| Sixième              | 0,69                         | 0,69                                                        | 0,69                         |
| Transmission finale  | 3,15:1, 3,55:1 (optionnelle) | 3,15:1, 3,31:1 (optionnelle), 3,55:1 (finition Performance) | 3,15:1, 3,55:1 (optionnelle) |

Les modèles à conduite à droite au Royaume-Uni et en Australie/Nouvelle-Zélande sont disponibles en transmission automatique et manuelle, mais depuis juin 2016, les modèles à conduite à droite à destination de l'Asie ne sont proposés qu'avec la boîte automatique à six vitesses, les finitions EcoBoost ou GT Performance (de série sur les finitions de base) sont livrés avec le rapport de transmission final à glissement limité de 3,55:1. Néanmoins, un nombre limité de modèles à transmission manuelle, en particulier la GT, pourrait être proposé vers la fin de l'année.

## Carrosserie

### Travail de la carrosserie
L'avant de cette génération de Mustang a été influencé par le concept Ford Evos qui a été présenté au salon de l'auto de Francfort en 2011. Le fameux feu arrière de style «barre verticale» continuera, il sera cependant illuminé par LED, et s'allumera séquentiellement lorsqu'il est utilisé pour les clignotants.

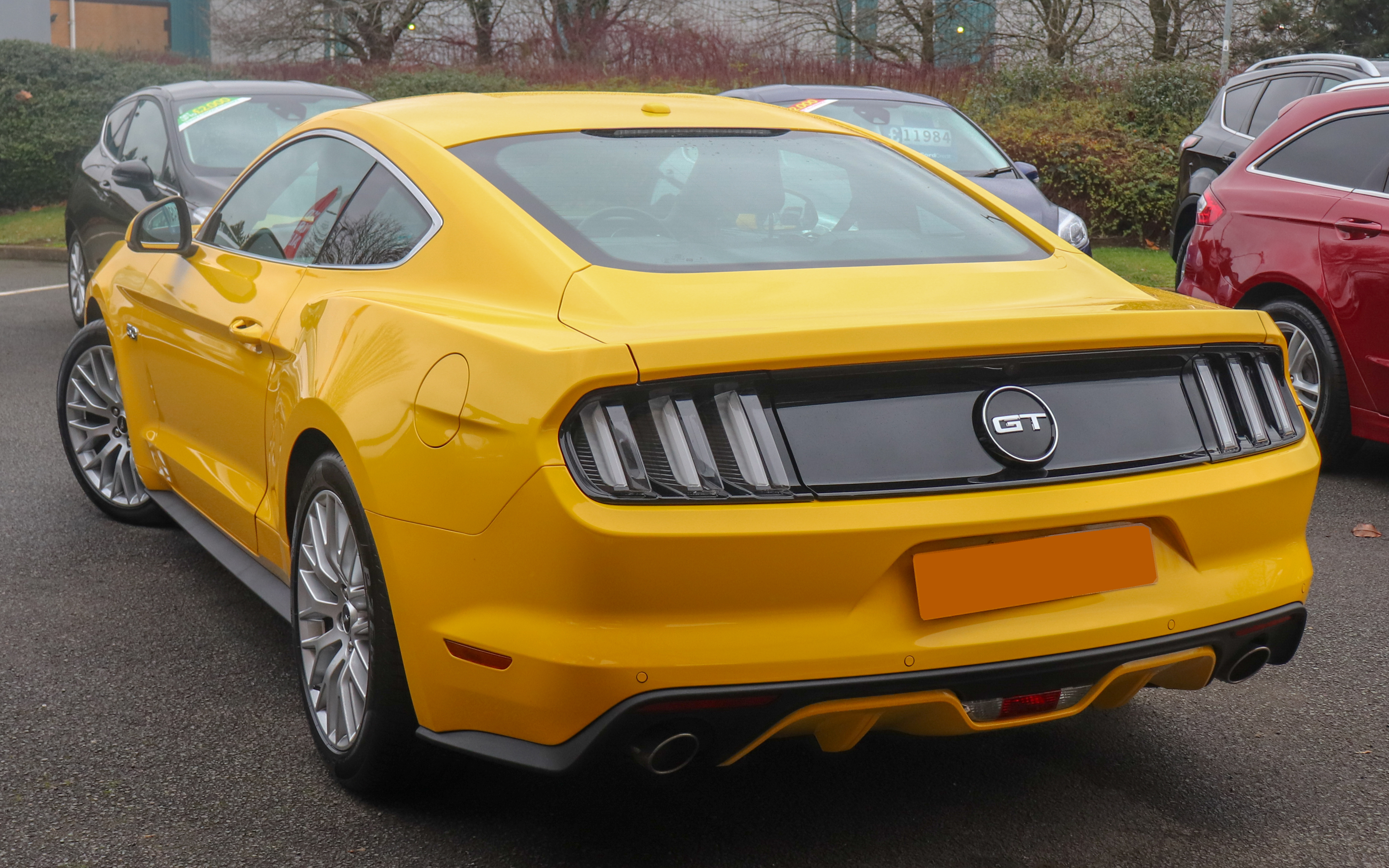
Mustang Fastback (Royaume-Uni)
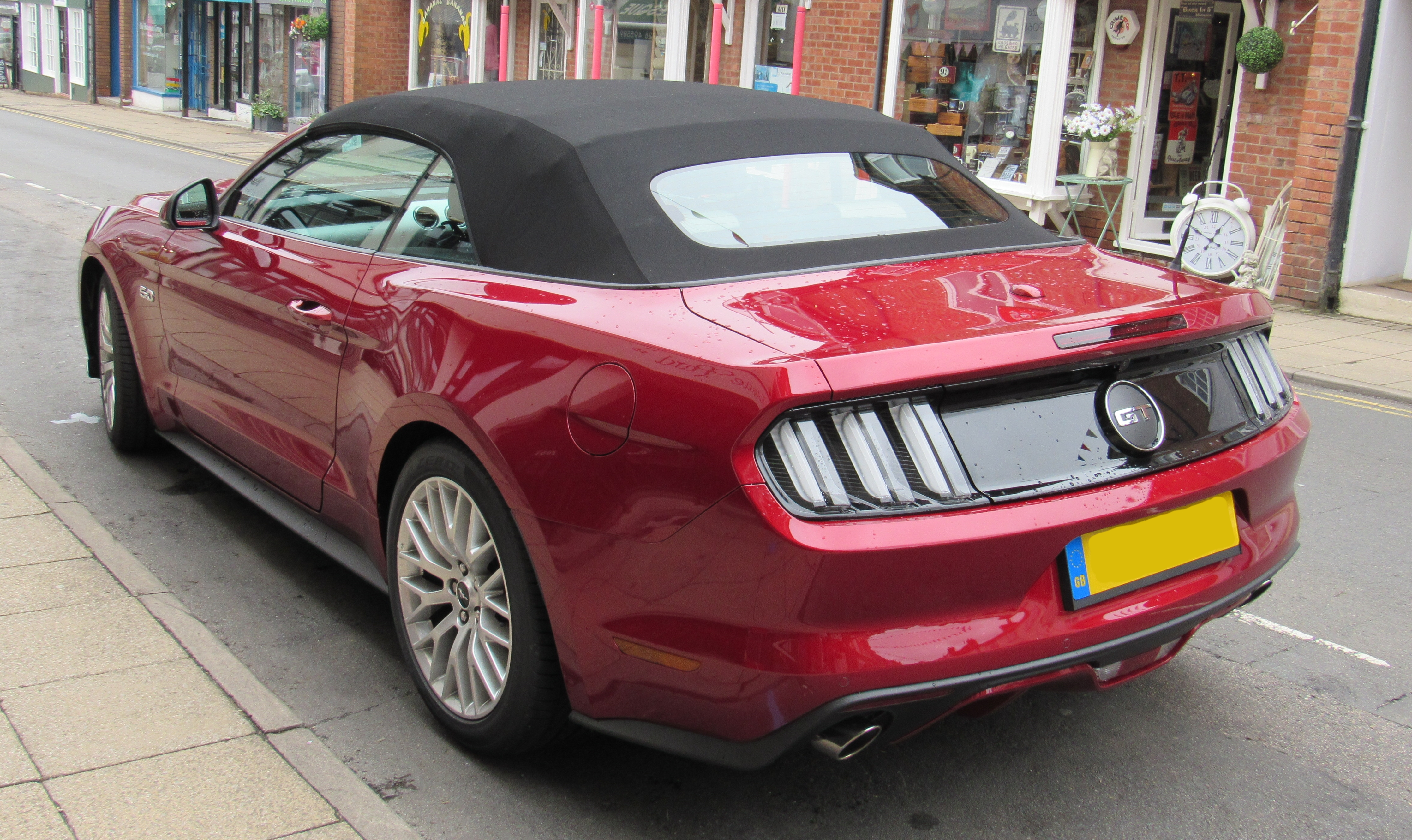
Mustang cabriolet (Royaume-Uni)

### Intérieur

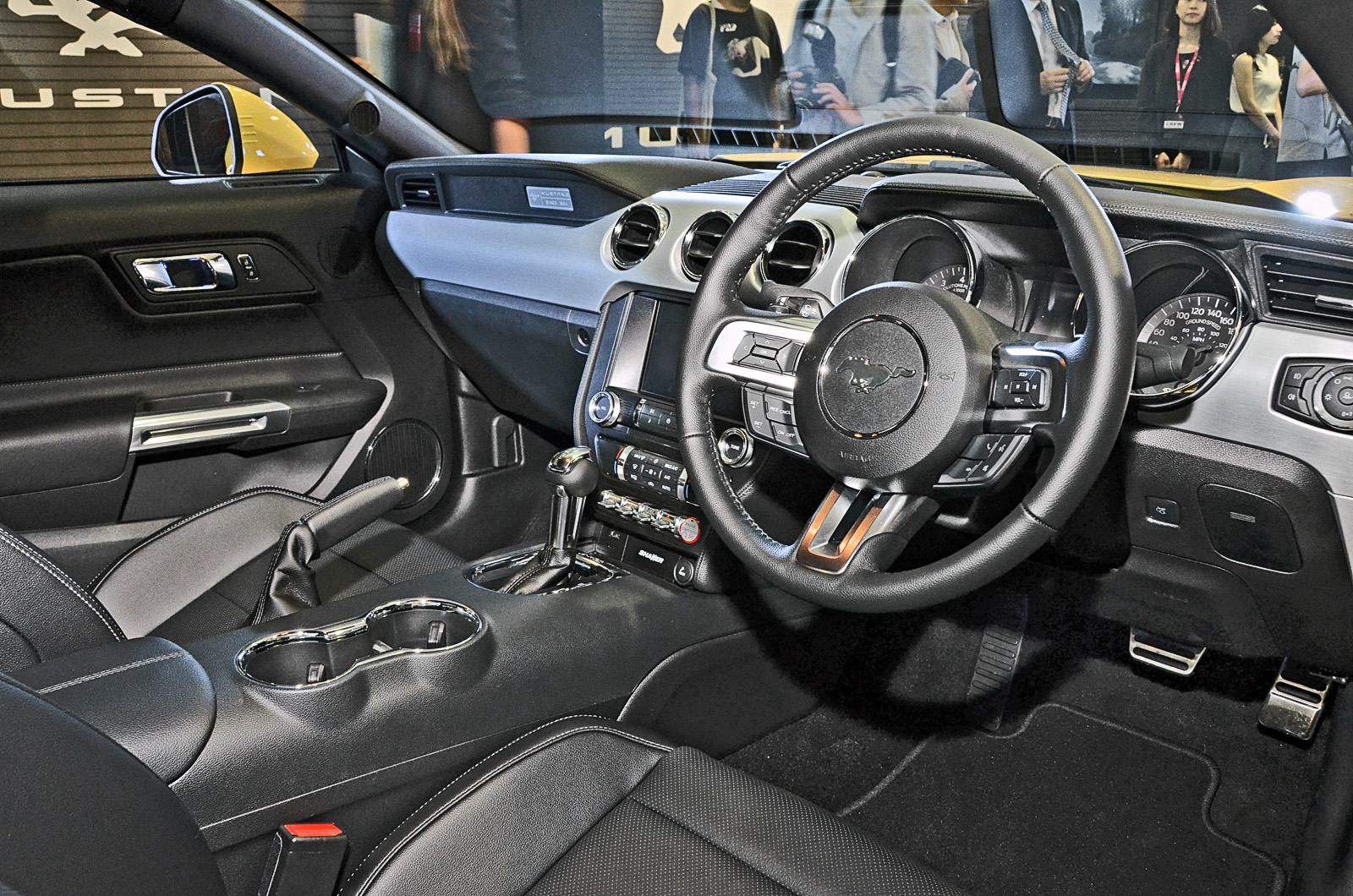
Intérieur

Le style intérieur de la nouvelle Mustang ressemble à celui d’un cockpit d’avion avec une largeur de carrosserie accrue et un habitacle plus grand semblable à celui de la Ford GT. Cela donne plus de place à l'arrière du véhicule pour les passagers arrière. "L'éclairage ambiant variable continue, mais il s'étendra au-delà des cadrans, des porte-gobelets et des haut-parleurs vers d'autres points de l'habitacle, ce que l'on trouve également dans les voitures de luxe européennes comme la nouvelle Classe S".
Une étiquette en métal sur le tableau de bord porte l'insigne "Cheval de course" de la Ford Mustang.

### Technologie
Les caractéristiques de série de toutes les Ford Mustang de 2015 et plus comprennent: entrée avec clé de proximité avec capteurs tactiles montés dans la porte et entrée sans clé, système de démarrage à bouton-poussoir, une chaîne stéréo A/M-F/M avec lecteur CD/MP3 à disque unique, le système Ford SYNC avec téléphone mains libres et diffusion audio stéréo A2DP Bluetooth sans fil, prises d'entrée audio auxiliaires USB/iPod et de 3,5 mm, un écran central d'affichage LCD couleur avec informations pour le conducteur monté sur le groupe de jauges, système de contrôle électronique de la traction (SCET), système de contrôle électronique de la stabilité (SCES), système de freinage antiblocage (SFA), airbags SRS montés à l'avant et sur les côtés, appel automatique au 9-1-1 après déploiement des coussins gonflables et un système de caméra de recul arrière.
Les fonctions optionnelles incluent la radio satellite SIRIUS-XM, le système d'infodivertissement multimédia à écran tactile MyFord Touch (2015) ou à écran tactile LCD couleur de 20 cm SYNC 3 (2016+), intégration pour smartphone, intégration pour applications, prise en charge d'Apple carPlay et d'Android Auto (lancement tardif), liaison de voyage SIRIUS-XM, radio HD et un emplacement pour carte microSD, plus une commande vocale améliorée. La navigation GPS est disponible, tout comme un système audio haut de gamme à neuf haut-parleurs ou un système à son surround Shaker Pro à douze haut-parleurs. 2017 a apporté la prise en charge d'Android Auto et d'Apple CarPlay aux modèles Premium avec SYNC3.

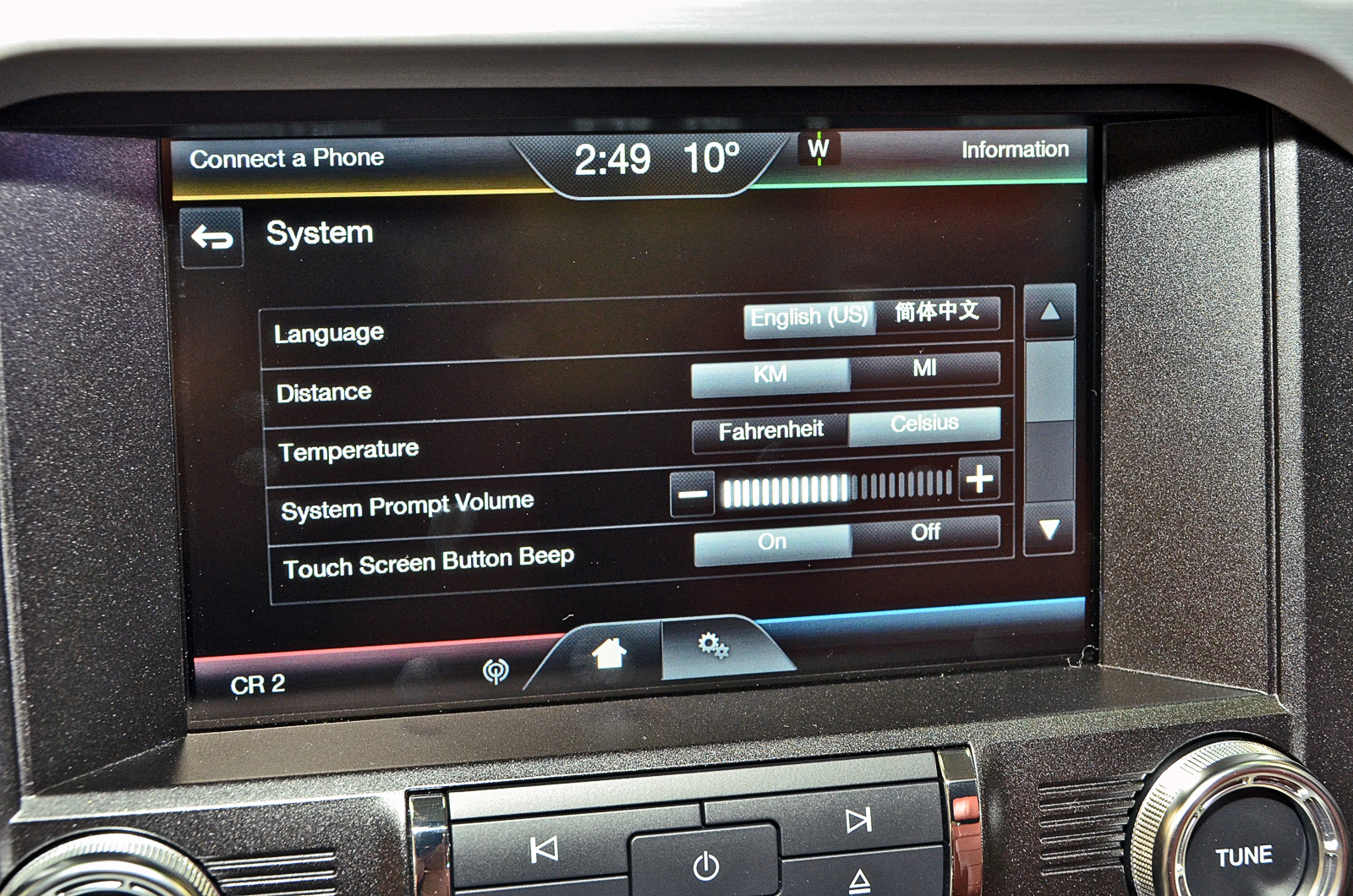
Interface SYNC 2 (Ford MyTouch) de la Mustang avec conduite à droite et conforme aux spécifications d'exportation, sans navigation
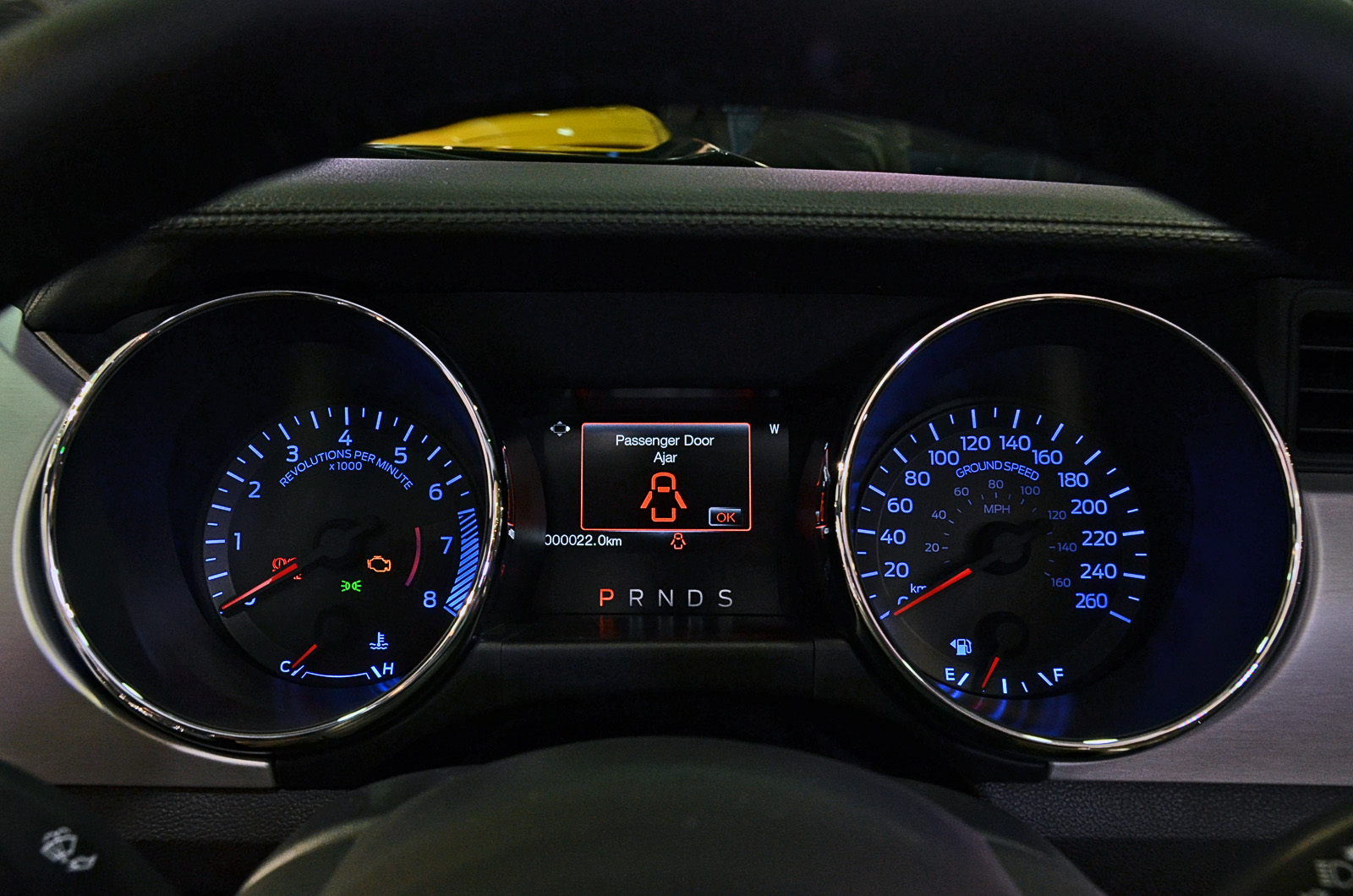
Instrumentation pour le conducteur de la Mustang avec conduite à droite et conforme aux spécifications d'exportation
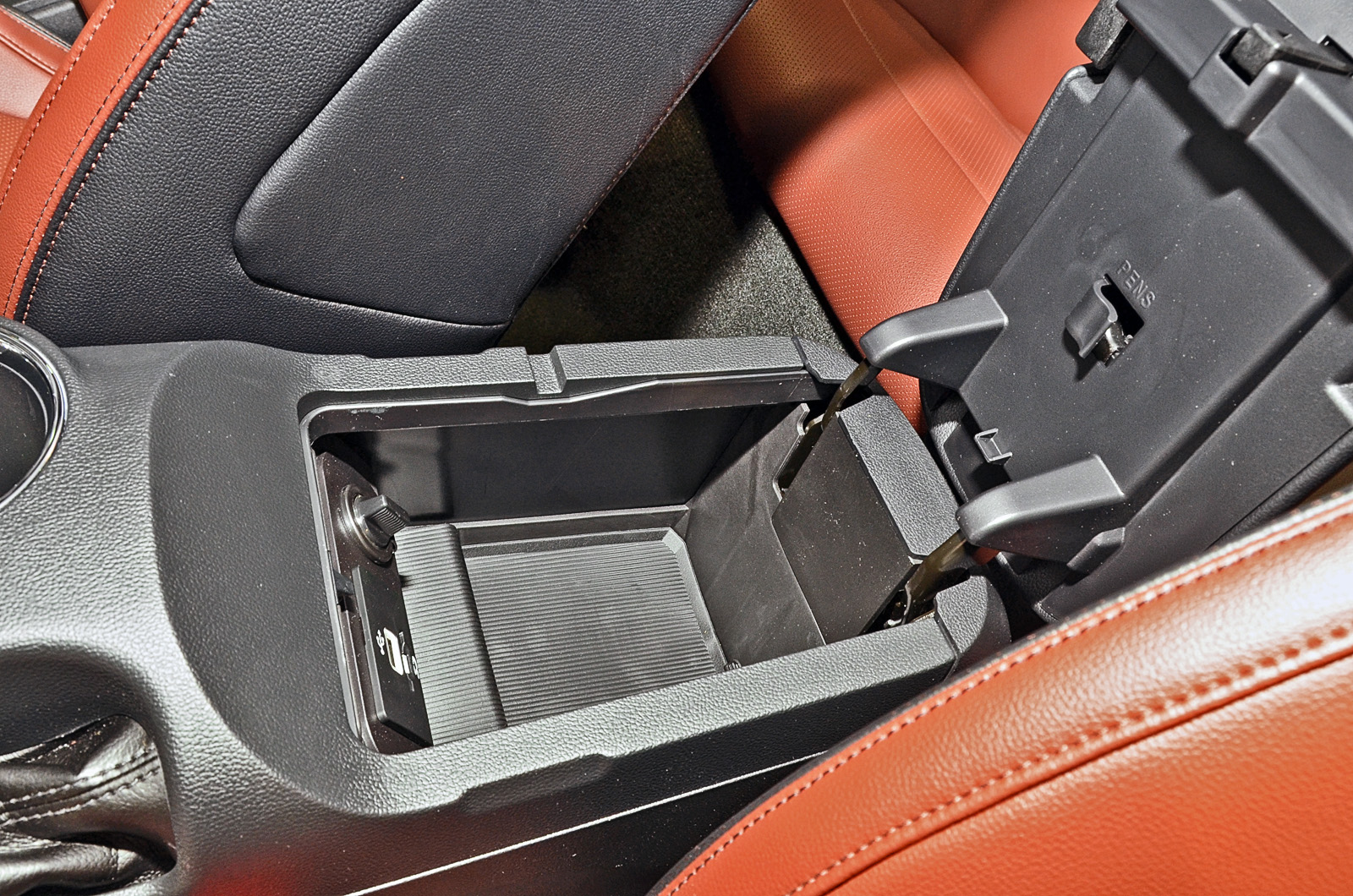
Port USB, prise auxiliaire de 3,5 mm et emplacement pour carte SD dans la console centrale de la Mustang

## Options
Pour 2015, le style Coupe est renommé Fastback pour rendre hommage aux modèles Mustang de la génération précédente. Le cabriolet reste le même. La Ford Mustang de 2015 est offerte en plusieurs modèles:
- Le modèle V6 de base offre des caractéristiques standard telles que le moteur V6 de 3,7 L reporté de la Mustang de génération précédente, sièges avant baquets en tissu, une radio AM/FM avec six haut-parleurs, Ford SYNC, Prises d'entrée auxiliaires USB et iPod, jantes en alliage de dix-sept pouces, accès sans clé avec démarrage par bouton-poussoir et soit une transmission manuelle à six vitesses, soit une transmission automatique. Le modèle est disponible dans les styles Fastback ou cabriolet.
- Le modèle EcoBoost sportif offre les mêmes caractéristiques que le modèle V6, mais remplace le moteur V6 de 3,7 L avec un nouveau moteur quatre cylindres en ligne turbocompressé de 2,3 L et ajoute des sièges conducteur et passager avant à commande électrique. Ce modèle est uniquement disponible en style Fastback.
- Le modèle EcoBoost Premium de milieu de gamme ajoute des surfaces de sièges en cuir au modèle EcoBoost, MyFord Touch avec Ford SYNC et radio HD, le système audio SHAKER Premium, et plus encore. Ce modèle est disponible dans les styles Fastback ou cabriolet.
- Le modèle GT axé sur la performance remplace le moteur quatre cylindres en ligne de 2,3 L par un moteur V8 de 5,0 L. Ce modèle est uniquement disponible en style Fastback.
- Le modèle GT Premium haut de gamme remplace le moteur quatre cylindres en ligne de 2,3 L par un moteur V8 de 5,0 L. Il ajoute également des jantes en alliage de dix-neuf pouces. Ce modèle est disponible dans les styles Fastback ou cabriolet.

Les anciens modèles Shelby GT500 sont abandonnés pour 2015, ainsi que le moteur V8 suralimenté de 5,8 litres. Ils ont depuis été supplantés par les modèles GT350/350R dotés du nouveau V8 à vilebrequin plat de 5,2 L.
Les variantes d'exportation ne se composent actuellement que des finitions EcoBoost et GT, le Royaume-Uni et l'Australie recevant à la fois les styles Fastback et cabriolet et diverses régions d'Asie (Hong Kong, Singapour, Malaisie, Taïwan) recevant uniquement le Fastback (depuis juin 2016). Pendant ce temps, les finitions Performance sont de série sur toutes les versions EcoBoost et GT destinées à l'Asie. Les marchés comme l'Inde ne reçoivent que la version GT (accouplée à une transmission automatique).
Une finition EcoBoost Performance a été ajoutée pour l'année modèle 2020, ce qui a porté la puissance du moteur quatre cylindres en ligne turbocompressé à 335 ch (246 kW), en utilisant le moteur de la Focus RS, et diverses pièces mis à niveau. Une finition de maniement était également disponible, qui ajoutait des amortisseurs actifs (MagneRide) et des pneus plus larges.

## Versions

### Shelby GT350 (2015-2020)

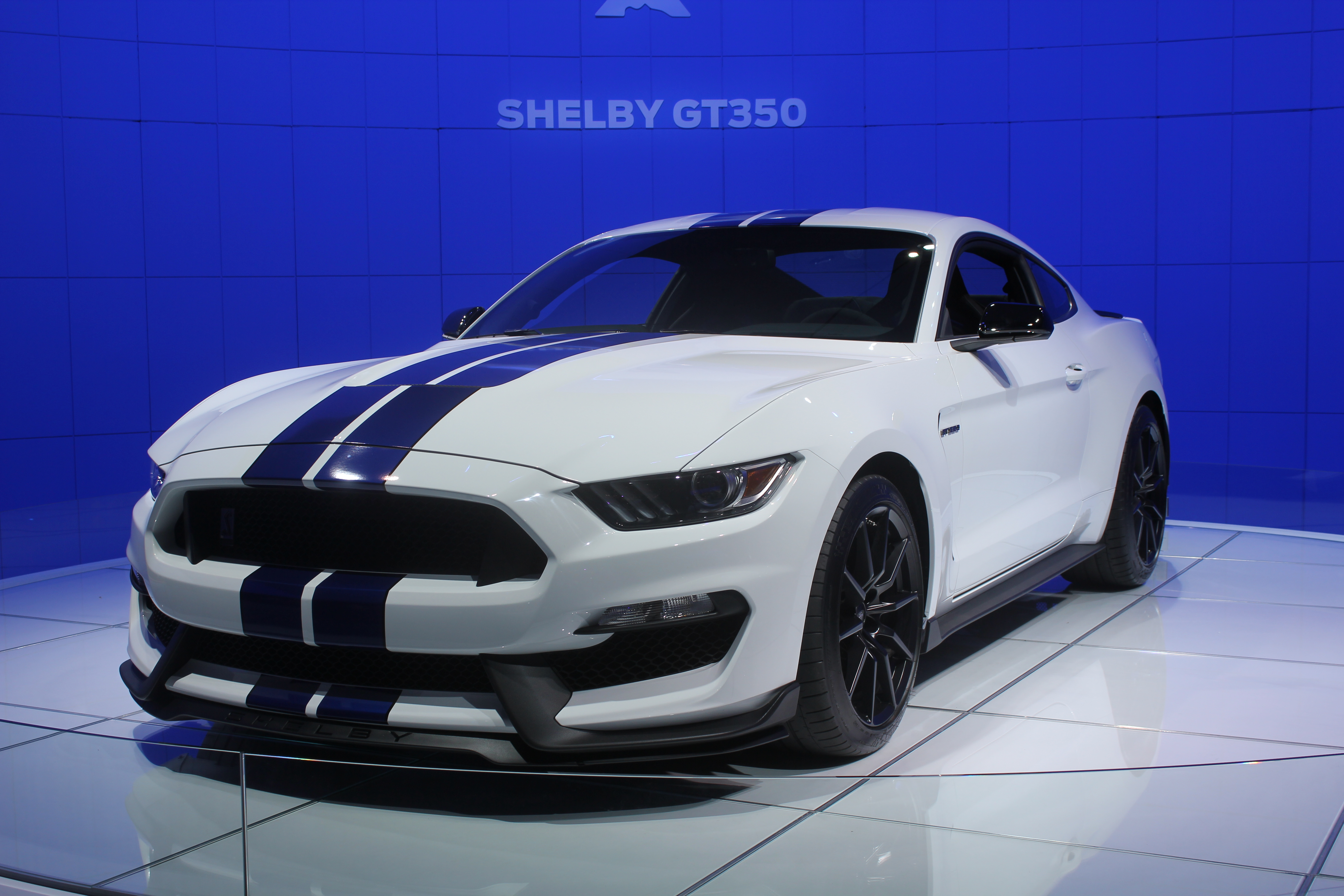
Vue avant.

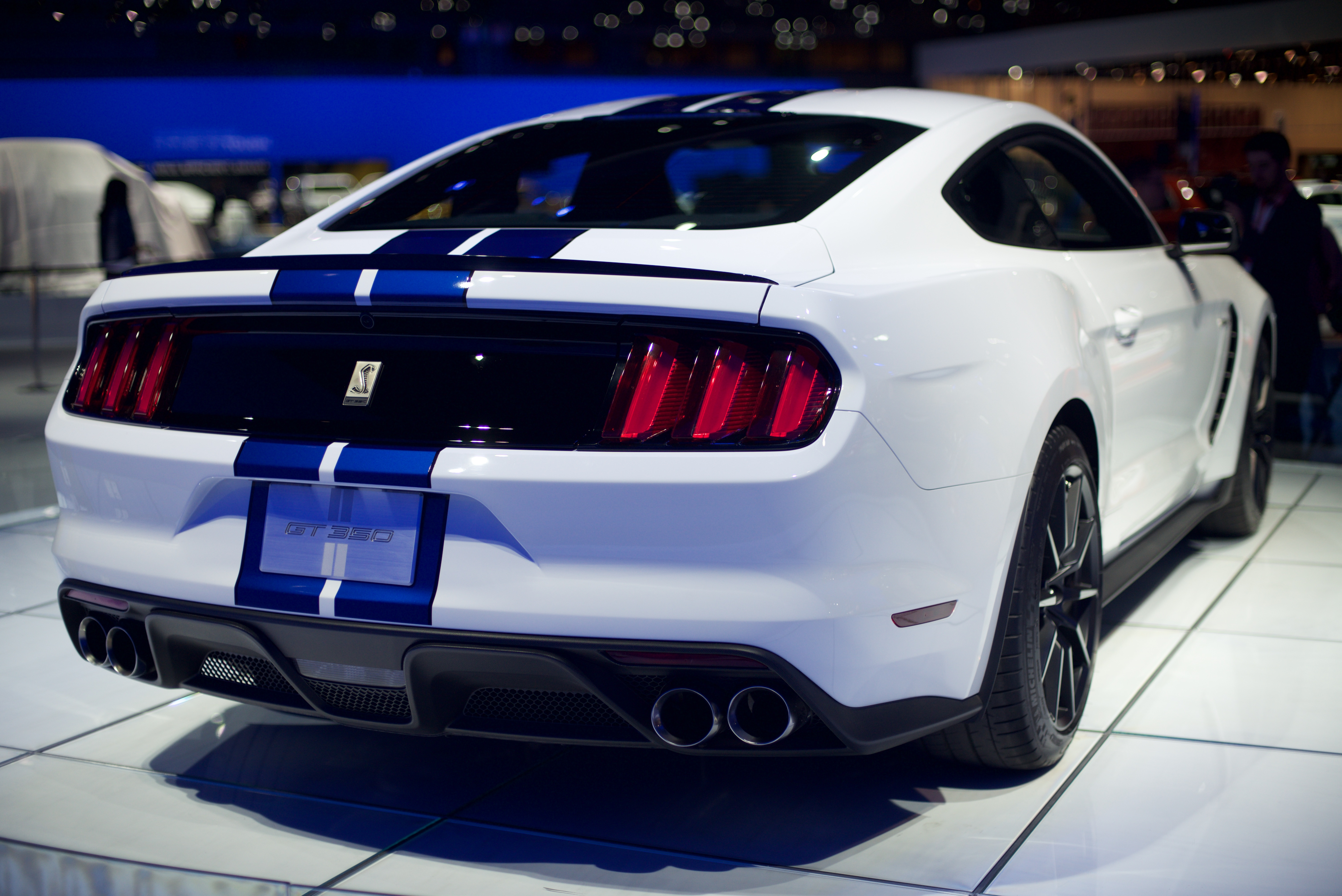
Vue arrière.

Pour 2015, la GT350 a fait ses débuts avec un moteur V8 à vilebrequin plat de 5,2 L développant 533 ch (392 kW) et 582 N m de couple. La GT350 est plus axée pour la piste que la GT500 et a été comparée contre les Camaro Z28, Porsche GT3, Mercedes-Benz E63 et BMW M4. Les caractéristiques notables sont le réglage du châssis axé pour la piste, changements aérodynamiques importants pour inclure l'abaissement du capot autour du moteur, disques de frein en 2 parties percés, associés à des étriers Brembo, option d'amortissement MagneRide, transmission manuelle Tremec TR-3160 légère à six vitesses, sièges Recaro et divers composants légers (par exemple, un support de radiateur en polymère renforcé et fibre de carbone qui dirige les canaux de refroidissement pour divers composants).
Options supplémentaires, telles que des jantes en alliage plus grandes, système de navigation, capteurs en marche arrière, une caméra de recul arrière, surveillance des angles morts, système de sécurité, système audio de qualité supérieure SHAKER PRO Surround Sound, surfaces des sièges en cuir de première qualité et des phares avant à décharge à haute intensité sont disponibles. La couleur intérieure est limitée à la palette de couleurs intérieure Black standard.
Les GT350 et GT350R ont été abandonnées pour l'année modèle 2021 au profit de la GT500, Ford proposant la Mach 1 comme successeur indirecte.

### Mustang Bullitt (2019)

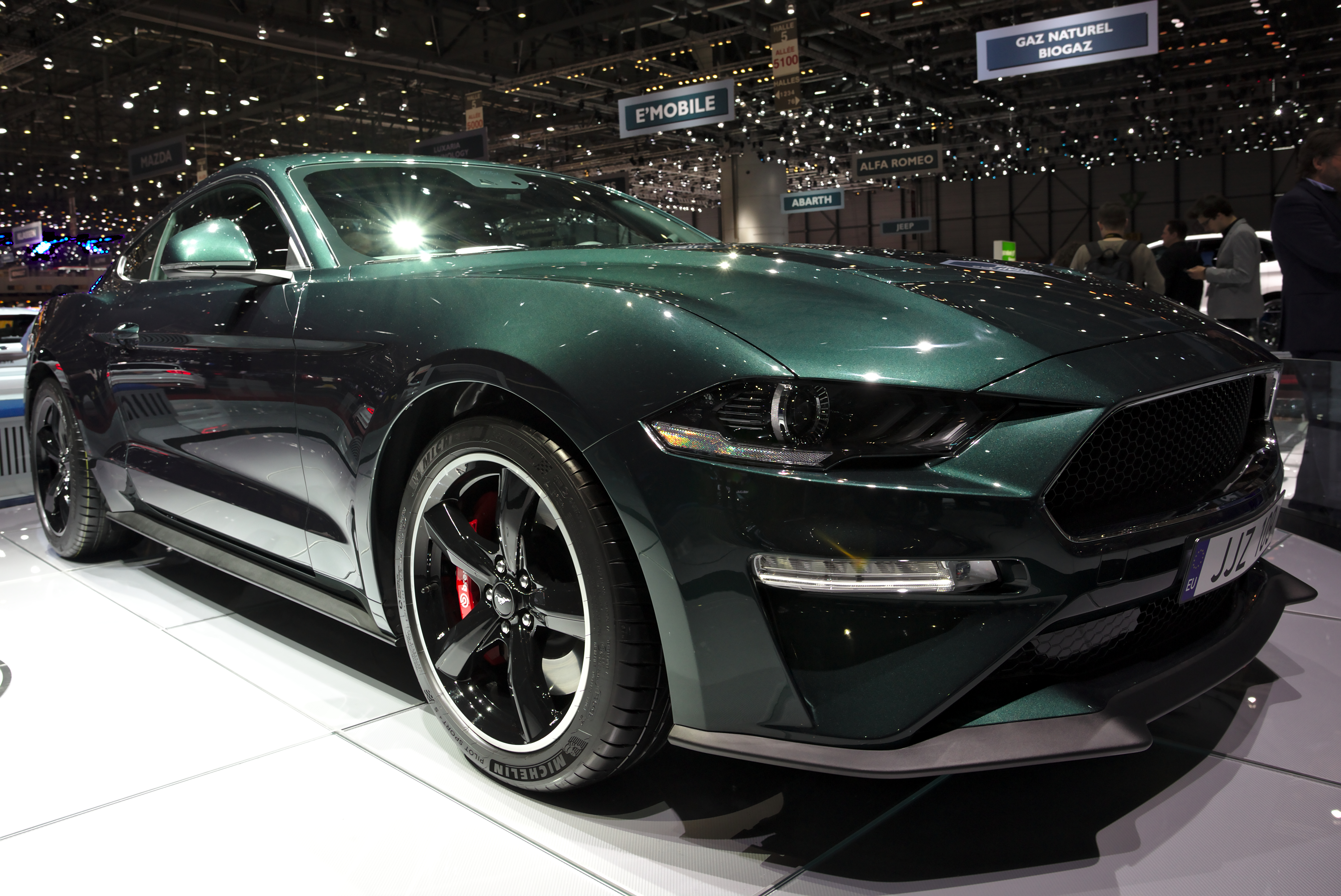
Mustang Bullitt de 2019

Pour célébrer le 50e anniversaire du film Bullitt, Ford a dévoilé la dernière incarnation de la Mustang GT édition Bullitt au Salon international de l'auto de l'Amérique du Nord (SIAAN) 2018. Le dévoilement a été présenté par Molly McQueen, petite-fille de Steve McQueen. Comme la voiture d'origine de 1968, cette Mustang sera proposée en Dark Highland Green, mais aussi en Black. En outre, la voiture aura des graphiques de panneau d'instrumentation, des coutures de tableau de bord et un motif de siège personnalisés et sièges Recaro en option. Le V8 de 5,0 L reçoit un collecteur de GT350 modifié et une prise d'air froid avec réétalonnage, résultant en une augmentation de puissance à 487 ch (358 kW). Une transmission manuelle à six vitesses est la seule transmission disponible sur ce modèle. Steeda a créé une Bullitt "Steve McQueen Limited Edition" en partenariat avec Chad McQueen et McQueen Racing, qui était une édition limitée à 300 exemplaires dans le monde.

### Shelby GT500 (2020)
En plus de l'édition Bullitt de la Mustang GT, le surnom Shelby GT500 est revenu en 2019 en tant que modèle de 2020, après une interruption de six ans. La nouvelle GT500 dispose d'un moteur suralimenté basé sur le bloc V8 de 5,2 L de la GT350, mais avec un vilebrequin transversal par opposition à un vilebrequin plat (comme dans la GT350), qui génère 771 ch (567 kW),.

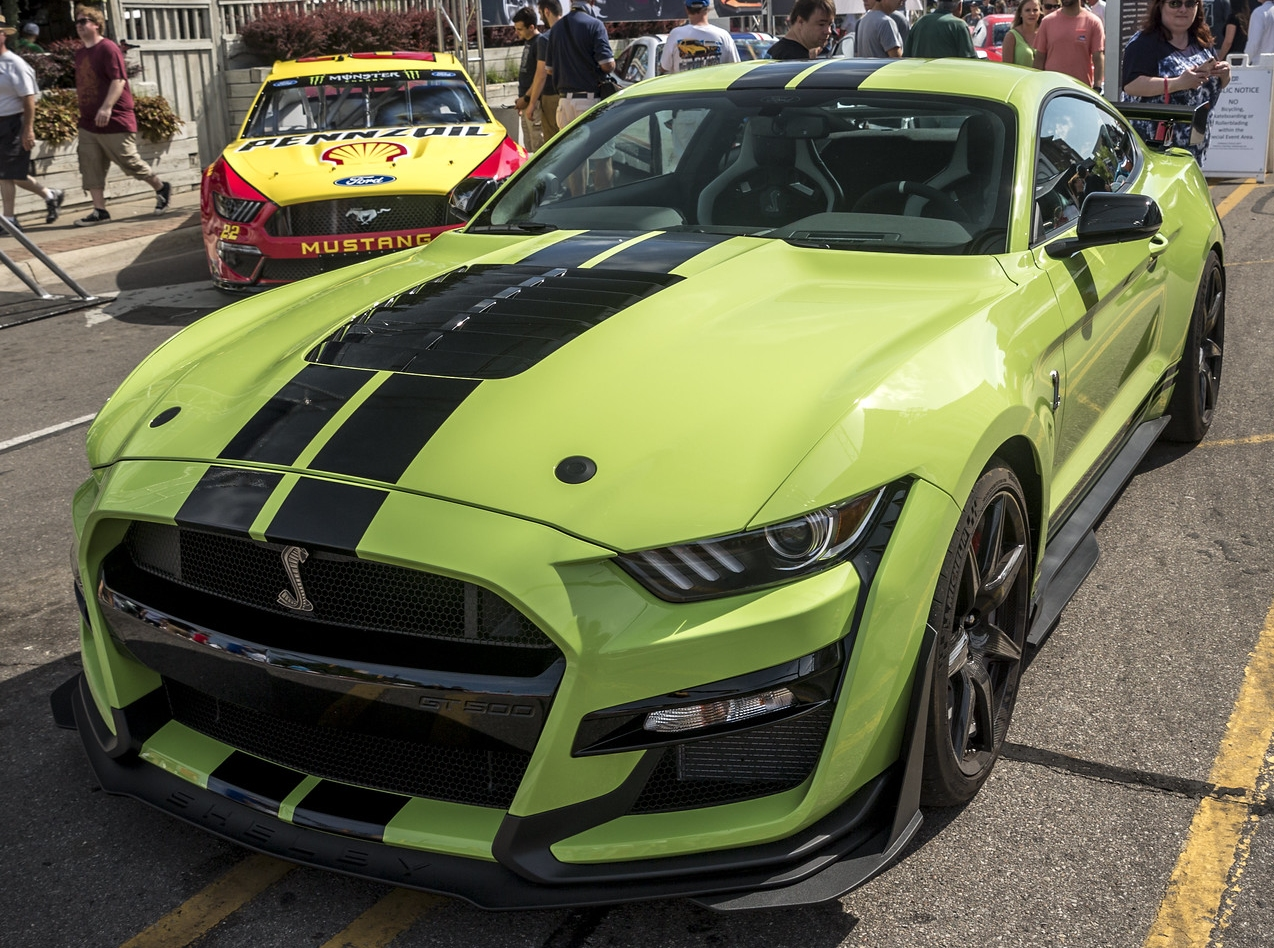
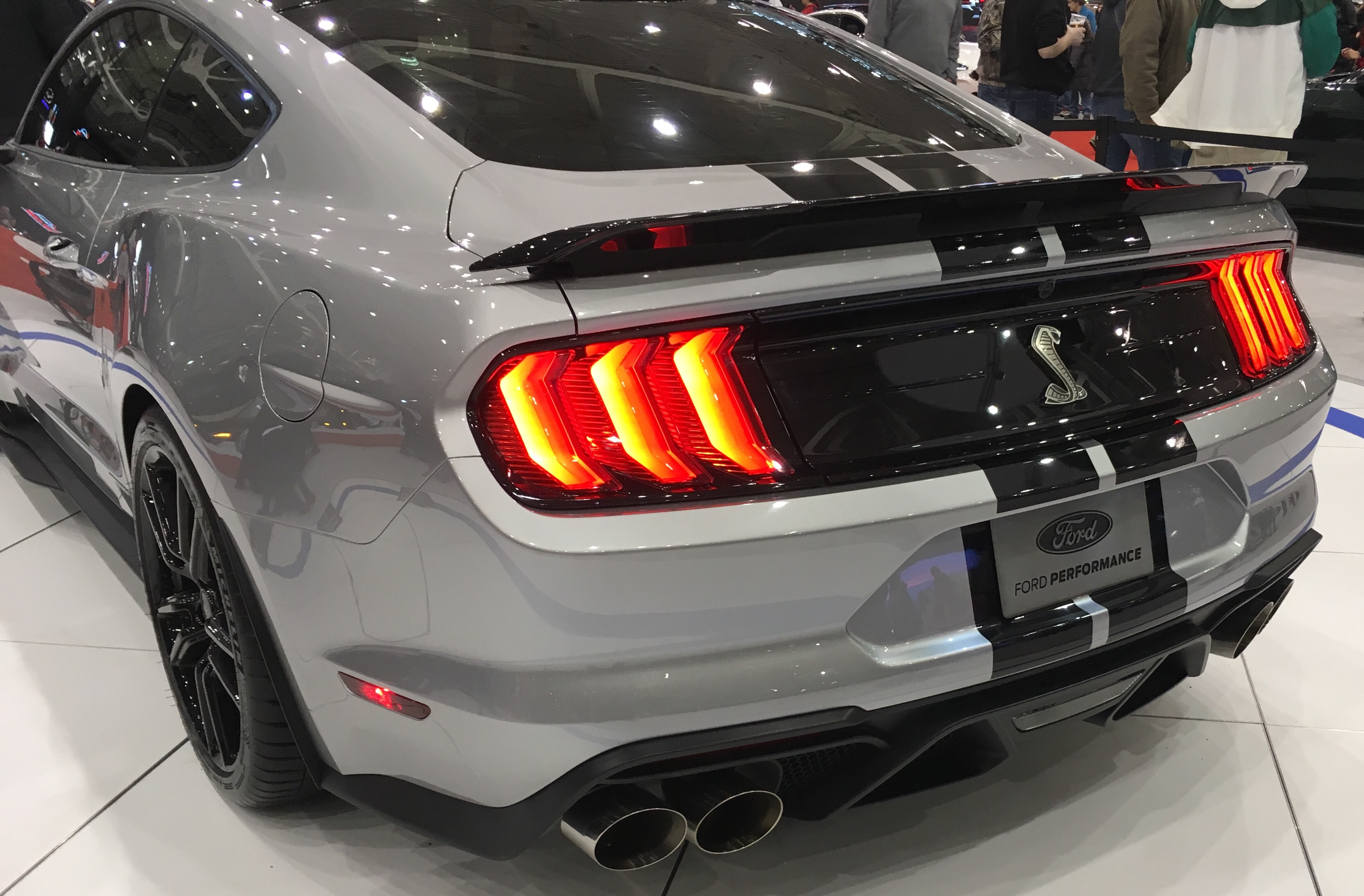

### Mach 1 (2021)
La Mach 1 est revenue en tant que modèle de 2021, marquant la première fois que la plaque signalétique est utilisée depuis 2004. La Mach 1 utilisera le V8 «Coyote» de 5,0 L de la GT produisant 487 ch (358 kW) à 7 000 tr/min et 569 N m à 4 600 tr/min, empruntant plusieurs pièces aux modèles Shelby. Le collecteur d'admission, adaptateur de filtre à huile, refroidisseur d'huile moteur et les sous-châssis avant et arrière sont partagés avec la Shelby GT350, tandis que le système de refroidissement de l'essieu arrière et le diffuseur arrière sont partagés avec la Shelby GT500,.

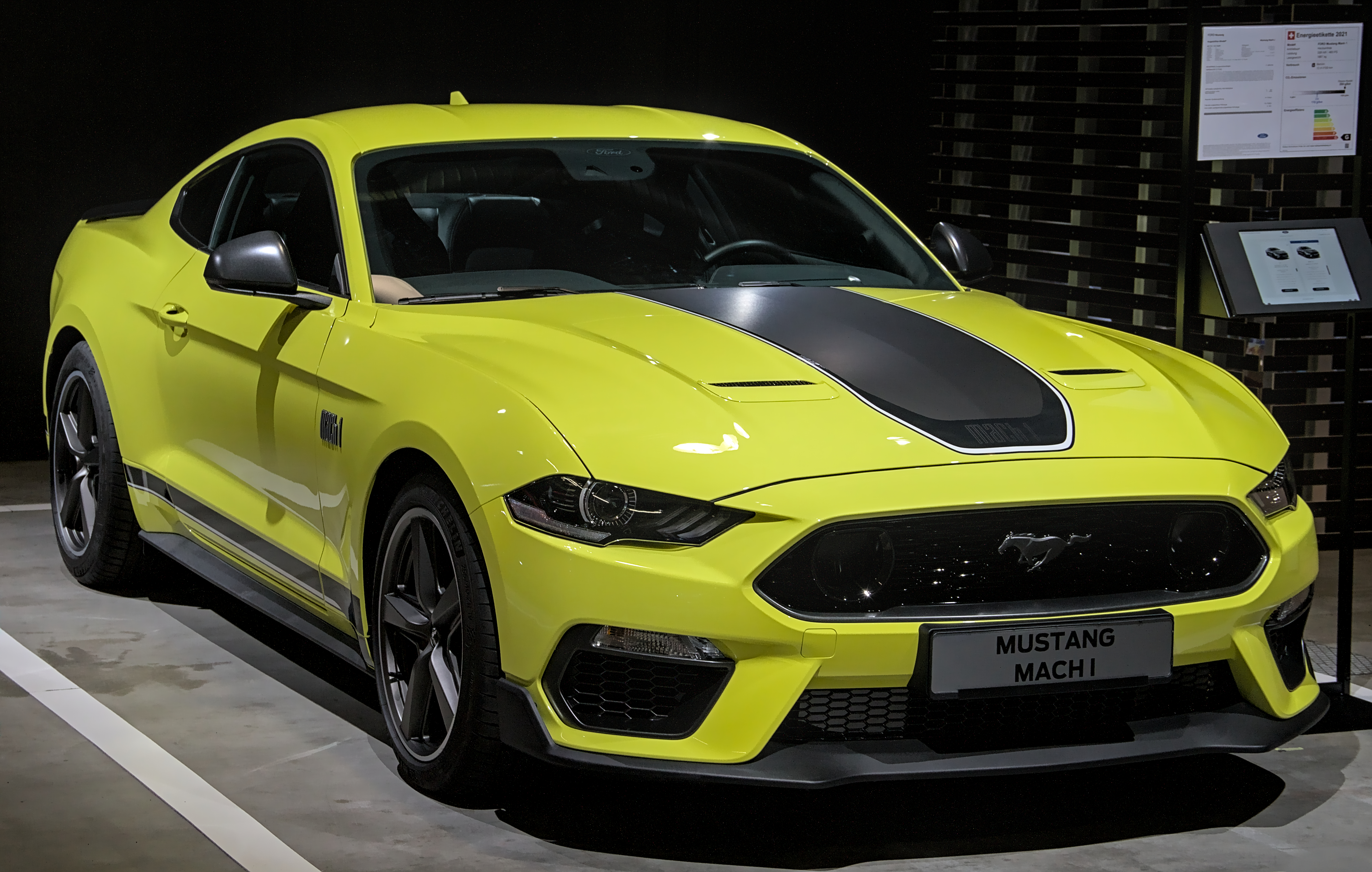
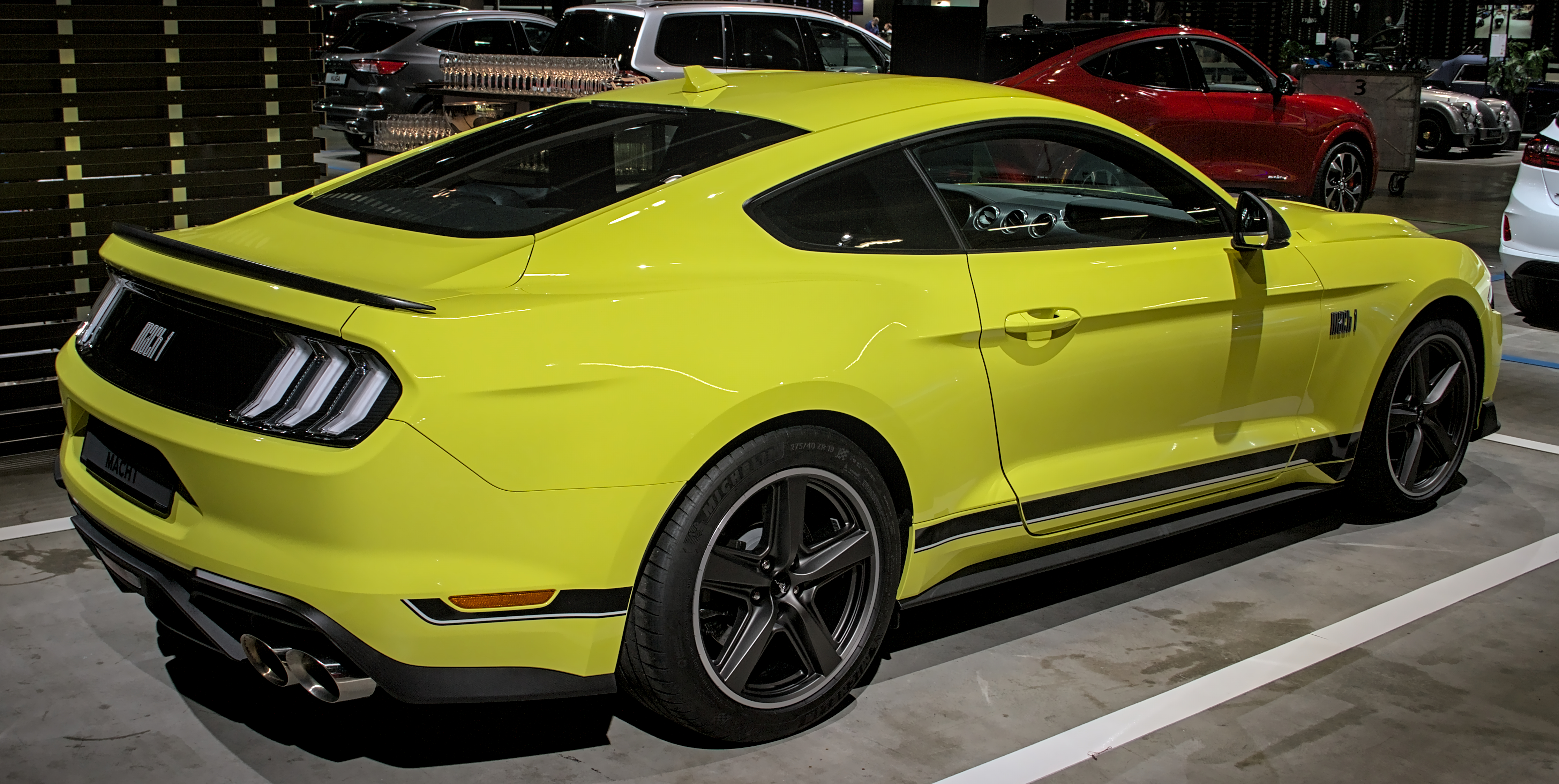

## Éditions spéciales

### Mustang 50 Year Limited Edition (2015)

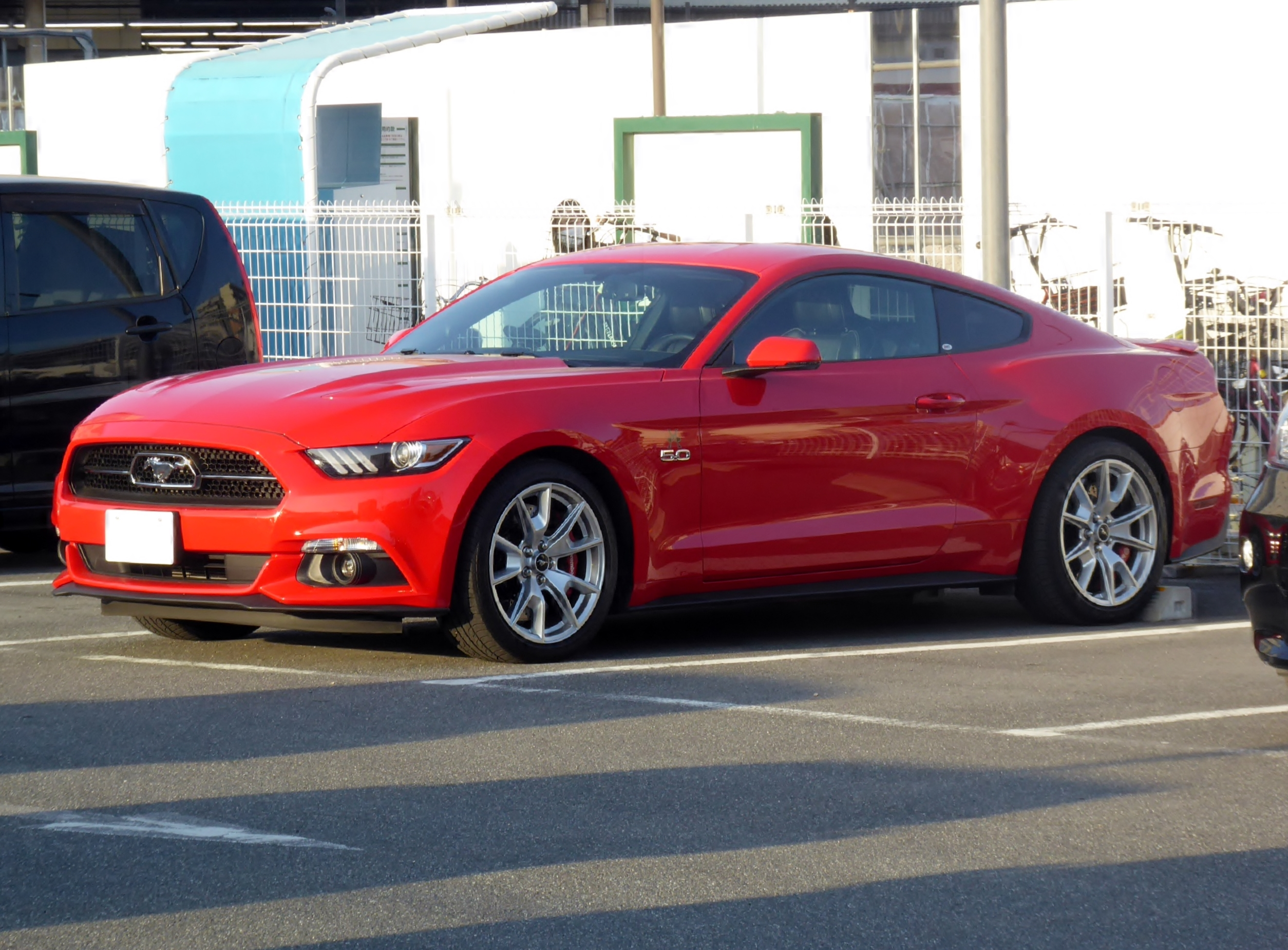
Mustang 50 Year Limited Edition.

Un total de 1964 unités d'une version de la Ford Mustang GT Coupé de 2015 avec la finition performance et une transmission manuelle ou automatique, ont été fabriquées pour commémorer le 50e anniversaire de la gamme de véhicules Ford Mustang. Les changements comprenaient un choix de deux couleurs de carrosserie en édition spéciale basées sur les couleurs de l'année modèle 1964 (Wimbledon White et Kona Blue), Fenêtres de quarts arrière à persiennes avec feuilles de verre stratifiées, volant gainé de cuir avec surpiqûres en cachemire, surpiqûres en cachemire sur le tableau de bord, le boîtier du levier de vitesses, l'accoudoir central, les inserts de porte et les sièges; revêtement exclusif en cachemire bicolore et cuir noir, logo Mustang 50 Year sur les dossiers des sièges, tapis de sol en moquette bouclée avec surpiqûres en cachemire et reliure en daim, jantes en alliage de 19 pouces (229/241 mm avant/arrière) avec un design de rayons en Y unique, pneus avant 255/40R et pneus arrière 275/40R.
Le véhicule a été dévoilé au Salon international de l'auto de New York 2014.
Le véhicule a été mis en vente en septembre 2014.
Ce modèle sera commercialisé en tant que modèle de 2014 1/2, rendant hommage au modèle original de 1964 1/2. Wimbledon White et Kona Blue ne seront plus disponibles en tant que couleurs extérieures de la Mustang après les ventes de la 50 Year Limited Edition.
Une version cabriolet unique de la Mustang 50 Year Limited Edition a été tirée au sort pour une œuvre caritative lors de la «Woodward Dream Cruise» le 16 août 2014, les bénéfices étant reversés à la National Multiple Sclerosis Society.
La finition d'apparence 50 Year continuera d'être disponible sur les modèles EcoBoost Premium et GT Premium Fastback et cabriolet après les ventes de la 50 Year Limited Edition. Elle ajoutera des jantes en alliage chromées de dix-neuf pouces, la calandre de style «stable», les badges "cheval courant" sur les garde-boue avant, une palette de couleurs intérieures "Raven" unique et plus.
Une Ford Mustang 50 Year Limited Edition de 2015 a servi de pace car pour les courses Sprint Cup et Nationwide Series de la NASCAR pendant le week-end du championnat Ford au Homestead-Miami Speedway, du 14 au 16 novembre 2014.

### Shelby GT350R (2015-2020)
Une autre édition améliorée et encore plus limitée de la GT350 avec une finition «R» (GT350R) a été introduite par Ford en 2015, avec seulement 37 unités en cours de fabrication. La première GT350R avec le #001 s'est vendue 1 million de dollars lors de la vente aux enchères Barrett Jackson à Scottsdale, Arizona.
Des innovations techniques importantes se traduisent par des économies de poids et des améliorations aérodynamiques pour améliorer les performances sur piste; Ford est le premier grand constructeur automobile à introduire des roues en fibre de carbone comme équipement standard sur la Mustang Shelby GT350R. Les éléments supprimés incluent la climatisation, le système stéréo, sièges arrière, plancher et moquette du coffre, caméra de recul et scellant et gonfleur de pneus d'urgence. Les résonateurs d'échappement ont également été supprimés pour des économies de poids avec l'avantage de créer une tonalité d'échappement plus nette.
La Shelby GT350R est 59 kg plus légère que le modèle Shelby GT350 Track Pack, qui a prouvé sa durabilité lors de plusieurs tests de 24 heures sur circuit. La GT350R est également livrée avec des roues en fibre de carbone qui ne pèsent que 8 kg chacune par rapport à des roues en aluminium de spécification similaire qui pèsent généralement 15 kg chacune.
Outre les roues en fibre de carbone, le séparateur avant et l'aileron arrière plus grands, la Shelby GT350R présente des détails de conception distincts. Les touches extérieures comprennent des étriers de frein peints en rouge, rayures rouges sur les bords des bandes de course sur le toit en option et emblème Shelby GT350R. À l'intérieur se trouvent des surpiqûres rouges à contraste élevé, un écusson Shelby GT350R et le volant en forme de D équipé d'une marque centrale rouge en haut.
Une caractéristique optionnelle de la GT350R est la finition GT350R Technology, qui ajoute le système d'infodivertissement multimédia Ford SYNC 3, sept haut-parleurs, un système de caméra de recul arrière, radio satellite SIRIUS-XM et climatisation. La finition est idéale pour les acheteurs de GT350R qui prévoient d'utiliser leur voiture à d'autres fins que de l'utiliser sur la piste ou pour le spectacle. Certaines parties de cette finition, à savoir le système d'infodivertissement et la caméra de recul, ont été rendues standard lors de la production d'avril 2018, en raison de la législation américaine exigeant que tous les nouveaux véhicules vendus aux États-Unis soient équipés de caméras de recul.

### Shelby GT500SE (2021)
L'édition spéciale de la GT500 standard vendue uniquement par Shelby. Elle comprend plus de 811 ch (597 kW), une suspension abaissée et réglée et une remise de 13,6 kg. Shelby limite la production à 100 voitures par année modèle.

### Ford Mustang California Special
- La série California Special[29] est produite en 2022.

## Versions dérivées

### F-35 Lightning II (2015)
Le 31 juillet 2014, une Mustang spéciale de 2015 a été vendue aux enchères lors du spectacle aérien AirVenture de l'Expérimental Aircraft Association (EAA) à Oshkosh, Wisconsin, dont les bénéfices seront reversés au programme Young Eagles de l'EAA.
La Mustang F-35 Lightning II a été nommée d'après le nouvel avion de chasse F-35 Lightning II de l'époque. Basé sur une Mustang GT fastback de 2015, ce modèle unique était l'une des premières Mustang de sixième génération à être vendue. L'extérieur présente une peinture argent foncée brillante et mate ainsi que des bandes de capot, des coques de rétroviseurs et des étriers de frein jaunes. Les graphiques arrière bleus et jaunes imitent la livrée de la queue des premiers exemplaires du chasseur F35 de production, tout comme la teinte dorée de ses fenêtres. La voiture repose sur des ressorts abaissés Eibach et des roues Forgiato noires et jaunes de 21 pouces et personnalisées, tandis que le système d'échappement est modifié avec des canettes plus grandes et revêtues de céramique. La Mustang F-35 Lightning II comprend également un kit aérodynamique personnalisé avec des composants en fibre de carbone, notamment le séparateur avant, les extensions de seuil, le diffuseur arrière et l'aileron arrière. Les touches extérieures finales se présentent sous la forme d'un badge F-35 sur le panneau arrière et des drapeaux de neuf alliés américains sur le bas des portes. L'intérieur de la voiture comprend un mélange de pièces noires et jaunes, avec des ajouts, notamment des sièges Recaro de course, un combiné d'instrumentations modifié, système audio et plaque de seuil personnalisés, ainsi que des broderies F-35 Lightning II sur les tapis de sol, les panneaux de porte et les dossiers de siège. La voiture est livrée avec une transmission manuelle à 6 vitesses.

### Galpin Fisker Rocket (2015)

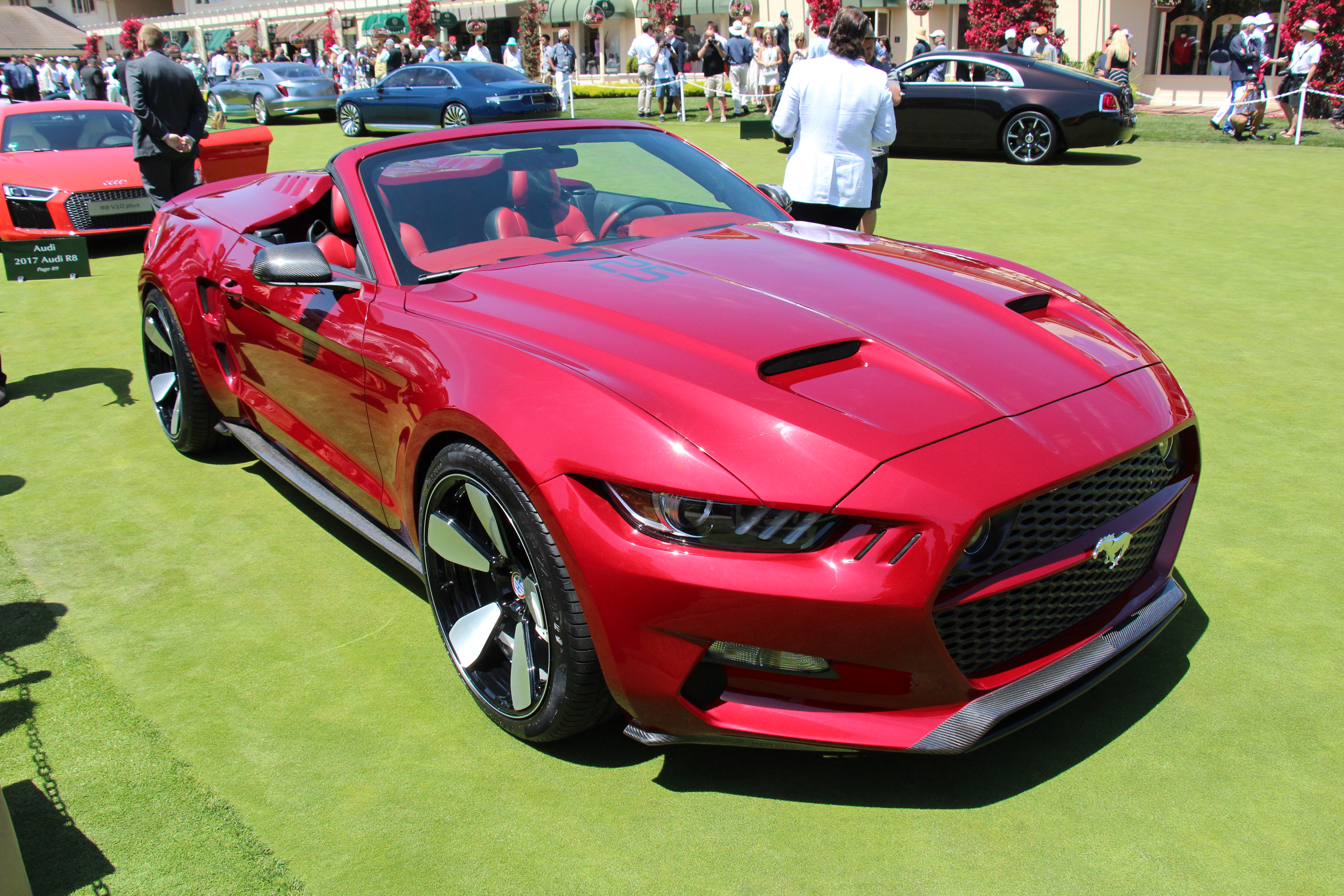
Concept de la Mustang Rocket cabriolet

Dévoilé au Salon de l'auto de Los Angeles 2014, l'auto-proclamée «Muscle car américaine ultime» a été présentée au monde en tant que Mustang de 2015 spécialement construite par Galpin Auto Sports et le designer Henrik Fisker.
Simplement nommée «Rocket» - cette Mustang avec moteur V8 suralimenté de 735 ch (541 kW) utilise beaucoup de fibre de carbone pour la carrosserie, la calandre, le séparateur avant, les jupes latérales, le couvercle de coffre arrière et le diffuseur arrière. En outre, la Rocket est également dotée de roues ADV.1 de 21 pouces et de freins Brembo de 381 mm ainsi que d'un intérieur en cuir spécial. La voiture est limitée en production.
Une version cabriolet de cette voiture a été conceptualisée, mais jamais mise en production.

### Éditions Hennessey HPE700 & HPE750 (2015-2016)
La «HPE700 Supercharged Upgrade» est une finition de mise à niveau de Hennessey Performance Engineering qui augmente la puissance de sortie de la Mustang à 727 ch (535 kW) et 857 N m de couple à 4 400 tr/min, grâce à un compresseur de style Roots fonctionnant à 0,49 bar de suralimentation. Cela représente une augmentation de 304 ch (224 kW) par rapport à la puissance standard de la Mustang. Elle atteint le 0-97 km/h en 3,6 secondes et le 402 m en 11,2 secondes à 212 km/h. La voiture aurait une vitesse maximale de 322 km/h.
La production est limitée à 500 unités.
La «HPE750 Supercharged Upgrade» offre 785 ch (577 kW) et 879 N m de couple à 4 400 tr/min. Elle atteint le 0-97 km/h en 3,4 secondes avec un temps de 402 m de 10,9 secondes à 214 km/h. La HPE750 testée par Hennessey aurait atteint une vitesse maximale de 334,6 km/h.

### Modèles Roush RS (2015-2017)
Les modèles Roush RS sont des finitions de mise à niveau de Roush Performance pour la Mustang. Pour 2015, les composants standard de chaque modèle RS comprennent de nouveaux boucliers avant et arrière, une nouvelle calandre, de nouveaux feux de route, de nouvelles extensions de bas de caisse, un nouvel aileron arrière et de nouveaux tapis de sol brodés. Les véhicules Stage 1 ont également un système d'échappement de performance, tandis que les voitures Stage 2 reçoivent tout ce qui précède plus un jeu de roues «Quicksilver» à cinq branches de 20 pouces et des pneus de performance Cooper RS3. (Le matériel roulant est disponible en tant que mise à niveau sur les deux autres modèles.) En option sur les deux modèles, écope de capot, écopes de fenêtre, pédales en aluminium brossé, un levier de vitesses à bille, jauges et plaques de seuil de porte Roush. Les modèles Stage 1 et Stage 2 peuvent également être mis à niveau avec un système de détection en marche arrière et un échappement actif.
Pour 2016, le modèle RS de base reste inchangé. La configuration Stage 1 prend désormais en charge le moteur quatre cylindres en ligne EcoBoost. La Stage 2 le reprend également. Complètement nouveau pour 2016 il y a la Roush Stage 3. La Mustang Roush Stage 3 de 2016 est la Mustang de série la plus puissante proposée par le garage Roush Performance avec 679 ch (500 kW) ou 740 ch (544 kW) en option. La version de 679 ch (500 kW) conserve toujours la garantie Ford et Roush de 3 ans/58 000 km, mais pas la version de 740 ch (544 kW). Les caractéristiques standard incluent un échappement Roush Quad-Tip (avec le système d'échappement actif ROUSH en option), et la carrosserie aérodynamique «R7», avec des graphiques et des badges. La RS3 est équipée de série d'un système de suspension à ressorts unique réglable, avec en option un système réglable à 3 voies réglé pour la compétition.

### Modèles Saleen S302 (2015-2016)
Saleen a présenté 3 modèles différents pour la Mustang de sixième génération.
La «S302 White Label» comprend un moteur V8 atmosphérique de 4 949 cm3, 5,0 L et 456 ch (336 kW). Une transmission manuelle est standard mais une transmission automatique est facultative. Ce modèle de Saleen S302 contient une finition pour un aérodynamisme avancé. La White Label est disponible en 23 couleurs différentes, avec 2 options de taille de roue différentes: 20" à 5 rayons standard ou 19" à 7 rayons en option. Les deux roues sont disponibles en finition standard Silver/Chrome, Carbonite ou Brushed Aluminum. Pour rendre ce modèle de Saleen spécifique, il existe un insert de couvercle de coffre avec logo Saleen et un badge spécifique au modèle. Les autres améliorations comprennent un aileron connu sous le nom d'«aile Saleen à force d'appui élevée» et un système d'échappement Saleen. La White Label peut être configurée en version coupé ou cabriolet. Chaque véhicule reçoit son propre VIN et est catalogué tout au long du processus de fabrication, ce qui lui confère un titre de collector authentique et des valeurs de revente plus élevées.
Pour le modèle «S302 Yellow Label», toutes les commodités énumérées ci-dessus sont incluses, mais avec un compresseur Saleen de huitième génération bon pour 725 ch (533 kW) sous le capot.
La «S302 Black Label» est livrée en standard avec un moteur V8 de 4 949 cm3, 5,0 L et 456 ch (336 kW), mais peut être complété en option avec un compresseur et un étalonnage Powerflash pour produire 740 ch (544 kW). Les options de roue et de couleur sont les mêmes que ceux des White Label et Yellow Label. Le système d'échappement Saleen est également repris des White Label et Yellow Label. D'autres modifications de performance incluent une finition de suspension S4 standard ou une configuration de suspension entièrement réglable en option et freins à 4 pistons ventilés de 353 mm de série ou freins à 6 pistons rainurés de 381 mm, qui sont facultatifs. La Black Label comprend également un kit carrosserie, y compris un carénage avant, calandre axiale, capot, jupes latérales, aile et diffuseur arrière entièrement repensés.

### Shelby American GT (2015-2016)
Il y a en option une extension de capot, capuchon de rétroviseur, panneau de feu arrière et barre lumineuse disponible sur le cabriolet. Lors de la commande de la voiture, vous avez la possibilité de choisir toutes les couleurs de peinture d'usine, ainsi que l'option d'une bande de course de 5 couleurs différentes. Les autres teintes visuelles incluent un écusson spécial Shelby et des roues de course WELD de 20" disponibles en 3 couleurs différentes et des calandres supérieure et inférieure avec écusson Shelby GT en 2 couleurs différentes. L'intérieur de la voiture reçoit une plaque de tableau de bord Shelby GT tout comme sur les appuie-têtes et les tapis de sol brodés. Un intérieur Katzkin est également disponible en option ainsi que des couvercles de soupapes Shelby et un kit de bouchons de moteur.
Pour ce qui est des performances, la Shelby GT est équipée d'une prise d'air froid fournie de série avec la voiture, bonne pour une légère augmentation de la puissance. La finition de manutention de Ford Performance, le levier de vitesses à courte course et l'échappement avec embouts Shelby sont également de série. Les options de performance incluent un compresseur Ford Performance de 679 ch (500 kW), demi-arbres à cames, refroidissement du différentiel et de la transmission, freins Wilwood (6 pistons à l'avant, 4 pistons à l'arrière), kit pour le conduit de frein, plaques de carrossage/roulettes, bras de commande arrière réglables, rapport d'essieu de 3:73, un ensemble à 3 jauges montée sur le tableau de bord en fibre de carbone pour suivre la pression de la suralimentation, du carburant et de l'huile, sièges de course, arceau et un harnais.
La voiture peut être personnalisée en versions coupé ou cabriolet, ainsi qu'en versions GT ou Ecoboost.

### Warrior Edition (2015-2016)
En 2015, Roush Motorsport s'est associé à Military Auto Sales pour construire des véhicules spécialement destinés aux militaires postés à l'étranger ou actuellement déployés. Le résultat était une série numérotée et limitée à 15 fastbacks suralimentés de 636 ch (468 kW) basés sur la GT et à 30 fastbacks de 324 ch (239 kW) basés sur l'Ecoboost. Elles n'étaient disponibles qu'en Race Red ou Midnight Black, avec la couleur opposée sur leurs bandes et décalcomanies latérales. La plupart sont livrés avec une transmission manuelle à 6 vitesses.
Pour 2016, une deuxième série de 45 exemplaires a été proposée à la vente. Elles avaient toutes 679 ch (500 kW), avec une boîte manuelle à 6 vitesses. Elles étaient réparties également en Shadow Black, Race Red, and Deep Impact Blue.

## Concepts et prototypes

### Mustang Cobra Jet 1400
Dévoilé par Ford Performance, la Mustang Cobra Jet 1400 est un prototype de dragster électrique. Le moteur V8 a été abandonné et à sa place les moteurs sont alimentés en électricité. En conséquence, comme son nom l'indique, le prototype fabriqué en usine génère près de 1 419 ch (1 044 kW) et 1 491 N m de couple. Le prototype électrique est un hommage à la première Cobra Jet qui a été fortement testée sur les courses en ligne droite. Mark Rushbrook, PDG de Ford Performance Motorsports, déclare que la Cobra Jet 1400 est l'occasion de développer des groupes motopropulseurs électriques sur une voiture de sport existante et populaire. Les développeurs de la Mustang Cobra Jet 1400 incluent MLe Racecars, Watson Engineering, AEM EV et Cascadia.

## Rafraîchissement de 2018
Le 17 janvier 2017, Ford a officiellement présenté la Mustang rafraîchie de 2018. Pour 2018, Ford a abandonné le modèle V6 de base et son moteur V6 Cyclone de 3,7 L de 304 ch (224 kW), laissant l'EcoBoost, la GT, la Shelby GT350 et la Shelby GT350R. La nouvelle Mustang arbore un carénage avant et un tableau de bord légèrement redessinés, ainsi que de nouvelles roues de série et en option. À l'intérieur, un nouveau tableau de bord LCD de 30 cm entièrement numérique, en option, orne le tableau de bord et peut être fortement personnalisé par le conducteur. Cependant, aucune de ces mises à jour n'a été appliquée à la Shelby GT350/GT350R, qui a conservé son avant unique et son compteur de vitesse/tachymètre/tableau de bord.
Une nouvelle transmission automatique à dix vitesses remplace l'unité à six vitesses existante et se joint à la transmission manuelle à six vitesses en option. La nouvelle transmission automatique à dix rapports est un développement conjoint entre General Motors et la Ford Motor Company, où elle est déjà utilisée dans la Chevrolet Camaro ZL1 de 2017 et le Ford F-150 SVT Raptor de 2017. Le système de suspension réglable MagneRide, auparavant uniquement disponible dans la Shelby GT350 et la Shelby GT350R, est maintenant disponible sur les modèles standard de la Mustang. Le système d'échappement commutable Active Valve Performance permet au conducteur de personnaliser la note d'échappement de la Mustang. Le volant chauffant gainé de cuir est aussi nouvellement disponible, et il est maintenant offert en plus des sièges avant baquets, chauffants et ventilés garnis de cuir. Le tableau de bord a également été repensé avec de nouveaux panneaux de garniture, disponibles en quatre finitions standard, ainsi qu'en fibre de carbone, selon le modèle de Mustang choisi. Une nouvelle finition, la Performance 2, intègre un radiateur plus grand, pneus Pilot Cup 2 plus larges et étriers de frein Brembo (comme sur la GT350), ressorts améliorés, attelle en forme de K, un renfort de tour de jambe de force, plus grande barre stabilisatrice et un réglage de châssis unique qui rapproche la Mustang GT de la GT350 en matière de maniabilité et de performances.
Les fonctionnalités qui restent disponibles depuis la Ford Mustang de 2017 comprennent: le système d'infodivertissement SYNC 3 avec compatibilité Android Auto et Apple CarPlay, le système audio haut de gamme SHAKER PRO, la finition GT Performance, la finition Premium Plus et la finition Wheel and Stripe. Les nouvelles options de couleur extérieure comprennent: Orange Fury Metallic Tri-Coat et Royal Crimson Metallic Tinted Clear Coat, tandis que les nouvelles options de couleur intérieure comprennent Showstopper Red et Midnight Blue. La Ford Mustang de 2018 était en vente en Amérique du Nord pour l'automne 2017 en modèles EcoBoost, EcoBoost Premium, GT, GT Premium, Shelby GT350 et Shelby GT350R.

## Sécurité
En février 2015, la Mustang a obtenu une note de 5 étoiles par la National Highway Traffic Safety Administration (NHTSA) pour la protection contre les collisions avant, latérales et en cas de retournement.
L'Euro NCAP a testé une version européenne à conduite à gauche de la variante coupé 2 portes sur une voiture immatriculée en 2017 et a obtenu 2 étoiles sur 5. La Mustang a été réévaluée en juillet 2017 après que Ford ait apporté quelques modifications à la voiture, notamment l'ajout de fonctionnalités d'évitement de collision. Le score a été amélioré à 3 étoiles sur 5.

## Commercialisation
Dans le cadre de la célébration du 50e anniversaire de la Mustang, les ingénieurs de Ford ont découpé une Mustang décapotable en petites sections et l'ont remontée sur la terrasse d'observation du 86e étage de l'Empire State Building à New York,.
Ford a également mis en œuvre le slogan In a Mustang, qui présente également des courts métrages mettant en vedette la Ford Mustang de 2015. Ces films sont téléchargés sur YouTube sur la chaîne Ford Mustang.
Ford a travaillé avec Lego pour créer une version spéciale de la Mustang GT en Lego Speed Champion. Elle a été dévoilée au Salon international de l'auto de l'Amérique du Nord[Quand ?] en tant que promotion de la Ford Mustang. Lego et Ford ont gratuitement offert les modèles aux enfants venus au salon. Quelques mois plus tard, le modèle pouvait être acheté dans les magasins de jouets.
Hot Wheels a publié plusieurs itérations de la Ford Mustang au fil des ans, faisant appel aux collectionneurs du monde entier de modèles moulés sous pression.

## Sport automobile

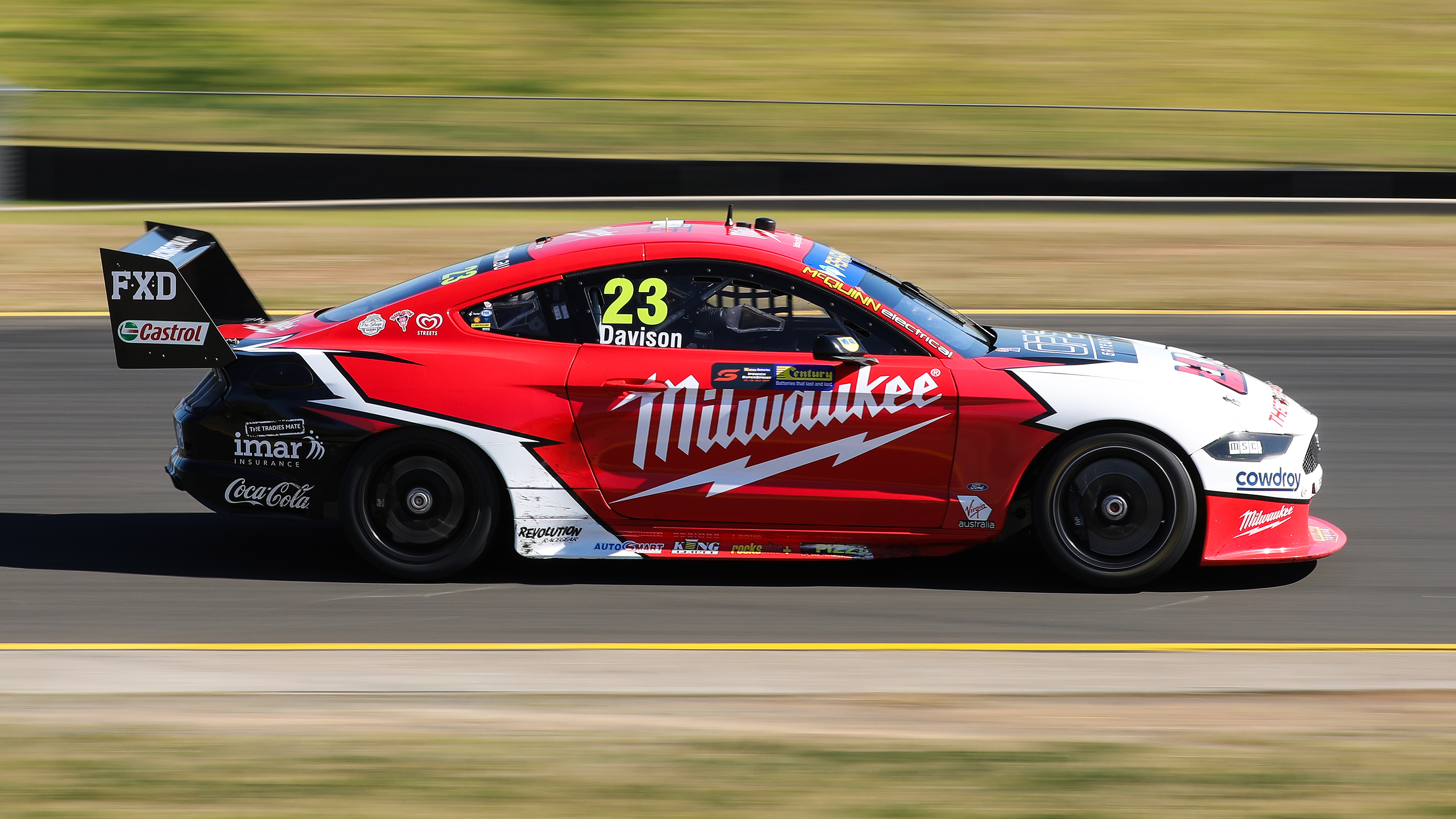
La Mustang est actuellement utilisée par les équipes de Ford dans le V8 Supercars.

La Shelby Mustang GT350R-C, la version de course de la GT350R, a fait campagne avec Multimatic Motorsports dans le Continental Tire Sports Car Challenge pendant les saisons 2015 et 2016, remportant les championnats pilotes et constructeurs 2016. Pour 2017, la voiture de course Mustang GT4 a été construite et vendue par Multimatic.
La Mustang participe en 2020 au championnat australien des supercars avec DJR Team Penske, Kelly Racing et Tickford Racing.
La Mustang a remplacé la Fusion lors de la saison 2019 de la Monster Energy NASCAR Cup Series. La Mustang est actuellement utilisée dans les séries NASCAR Cup et Xfinity,.

## Production
La Ford Mustang de 2015 a commencé sa production à l'usine de Flat Rock, au Michigan, le lundi 14 juillet 2014. La production des Mustang de Flat Rock était initialement prévue pour le 11 août 2014, étant avancée de 4 semaines pour des raisons non divulguées. Le lancement, sur le marché américain, de la gamme Mustang de 2015 était prévu le 15 septembre 2014 pour le coupé et le 27 octobre 2014 pour le cabriolet,.

## Récompenses
- Liste des dix meilleures de Car and Driver en 2017 (modèle Shelby GT350/GT350R)[54].
- Liste des dix meilleures de Car and Driver en 2019 (modèles GT et Bullitt)[55].
- Liste des meilleures de tous les temps de Car and Driver en 2020 (modèle Shelby GT350/GT350R)[56].